# Distrito Federal (Brasil)
Distrito Federal é uma das 27 unidades federativas do Brasil. Situado na Região Centro-Oeste, é a menor unidade federativa brasileira e a única que não tem municípios, sendo dividida em 35 regiões administrativas, totalizando uma área de 5 779,784 km². Em seu território, está localizada a capital federal do Brasil, Brasília, que é também a sede de governo do Distrito Federal.
O Distrito Federal é praticamente um enclave no estado de Goiás, se não fosse a pequena divisa de pouco mais de dois quilômetros de extensão com o estado de Minas Gerais, marcada pela passagem da rodovia DF-285. Por via terrestre, o Distrito Federal se conecta a Minas Gerais por uma pequena ponte de 130 metros sobre o rio Preto.
Durante o Império, o predecessor ao Distrito Federal atual era o Município Neutro, onde se situava a corte, na cidade do Rio de Janeiro. Depois da proclamação da república, a cidade do Rio de Janeiro tornou-se a capital federal, que, no início da década de 1960, foi transferida para Brasília, no centro do Brasil, no leste do estado de Goiás e a oeste do estado de Minas Gerais, no atual Distrito Federal. Quando de sua transferência, o território onde se localizava anteriormente o antigo Distrito Federal, onde a cidade do Rio de Janeiro se situava, passou a ser o estado da Guanabara (de 1960 a 1975).
Com a reordenação republicana do território brasileiro, as províncias passaram a estados e cada um deles passou a ser uma unidade da federação. Quase todos os estados surgiram das províncias de mesmos nomes, exceto o Distrito Federal e outros estados criados pela divisão territorial. O atual Distrito Federal foi idealizado por um projeto do então presidente Juscelino Kubitschek de mudança da capital nacional da cidade do Rio de Janeiro para o centro do país.

## Origem do nome
O topônimo "Distrito Federal" (pronúncia em português: [d(ʒ)isˈtɾitu fedeˈɾaw]) é uma versão brasileira de distrito federal, utilizada normalmente em países que se organizam de forma federal. No Brasil Império, a cidade do Rio de Janeiro passou a compreender-se em um Município Neutro a partir de 1834. Após a Proclamação da República, em 1891, quando da promulgação da Constituição Federal de 1891, este ente transformou-se em Distrito Federal, mantendo a antiga capital imperial como sede do novo regime político. Com a mudança dos três poderes do Sudeste para o Centro-Oeste do Brasil, o novo Distrito Federal passou a sediar a nova capital, Brasília, de acordo com a Constituição de 1946.
Um dos gentílicos tanto do Distrito Federal como de Brasília é "brasiliense", que significa "brasileiro". O termo "candango", que é também utilizado para designar tanto os habitantes quanto os nascidos em Brasília, foi originalmente usado pelo presidente Juscelino Kubtschek para se referir aos trabalhadores que, em sua maioria provenientes da Região Nordeste do Brasil, foram contratados ou migravam à região da futura capital para sua construção, com o passar do tempo passou a representar também seus descendentes nascidos na cidade. Uma das interpretações sobre seu significado diz que o termo "candango" era usado pelos africanos para designar os portugueses. A denominação é derivada de uma língua africana e possuía originalmente a conotação de "ordinário, ruim",[carece de fontes?] embora alguns dicionários apontem como de origem duvidosa. Assim como o termo "gaúcho", também de origem depreciativa, mas que com o tempo tornou-se razão de orgulho para os nascidos na região Sul do Brasil, além de Uruguay e Argentina, também o gentílico "candango" é utilizado por muitos habitantes de Brasília, nascidos ou não na capital, por significar ainda aqueles que continuam a contribuir para construir o presente e o futuro da capital de todos os brasileiros.

## História

### Primórdios da ocupação humana
Até a chegada dos portugueses ao litoral do Brasil, no século XVI, a porção central do país, na qual se inclui o atual Distrito Federal, era ocupada por indígenas do tronco linguístico macro-jê, como os acroás, os xacriabás, os xavantes, os caiapós, os javaés, etc. No século XVIII, a atual região ocupada pelo Distrito Federal, que era cortada pela linha do Tratado de Tordesilhas que dividia os domínios portugueses dos espanhóis, tornou-se rota de passagem para os garimpeiros de origem portuguesa em direção às minas de Mato Grosso e Goiás. Data dessa época a fundação do povoado de São Sebastião de Mestre d'Armas (atual região administrativa de Planaltina, no Distrito Federal).

### Antecedentes

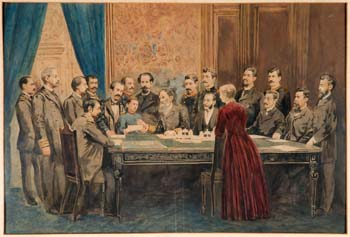
Gustave Hastoy: "Assinatura do projeto da Constituição de 1891", c. 1891. Fundação Casa de Rui Barbosa, Rio de Janeiro.

A cidade de Salvador foi a primeira sede administrativa do Brasil durante o período que vai de 1549 a 1763, quando foi transferida para o Rio de Janeiro. Os participantes da Conjuração Mineira de 1789 defendiam que a capital do país deveria ser a cidade de São João del-Rei, enquanto os nordestinos da Revolução Pernambucana defendiam que a capital do Brasil deveria ficar no Nordeste e nas proximidades do mar. Mesmo com todas essas divergências, havia o consenso de que o Brasil deveria ter, como sede administrativa, uma cidade que facilitasse tanto o desenvolvimento do país como sua defesa. Havia preferências para que esta sede funcionasse no interior do país, pois isto estimularia a ocupação do interior do Brasil, bem como tornaria a capital menos predisposta às invasões estrangeiras, que aconteciam com mais frequência na zona litorânea.

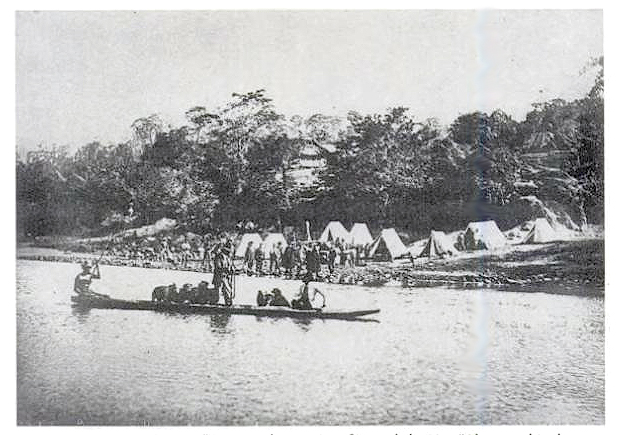
Henrique Morize: acampamento da Comissão Exploradora às margens do Rio Paranaíba, em 1894.

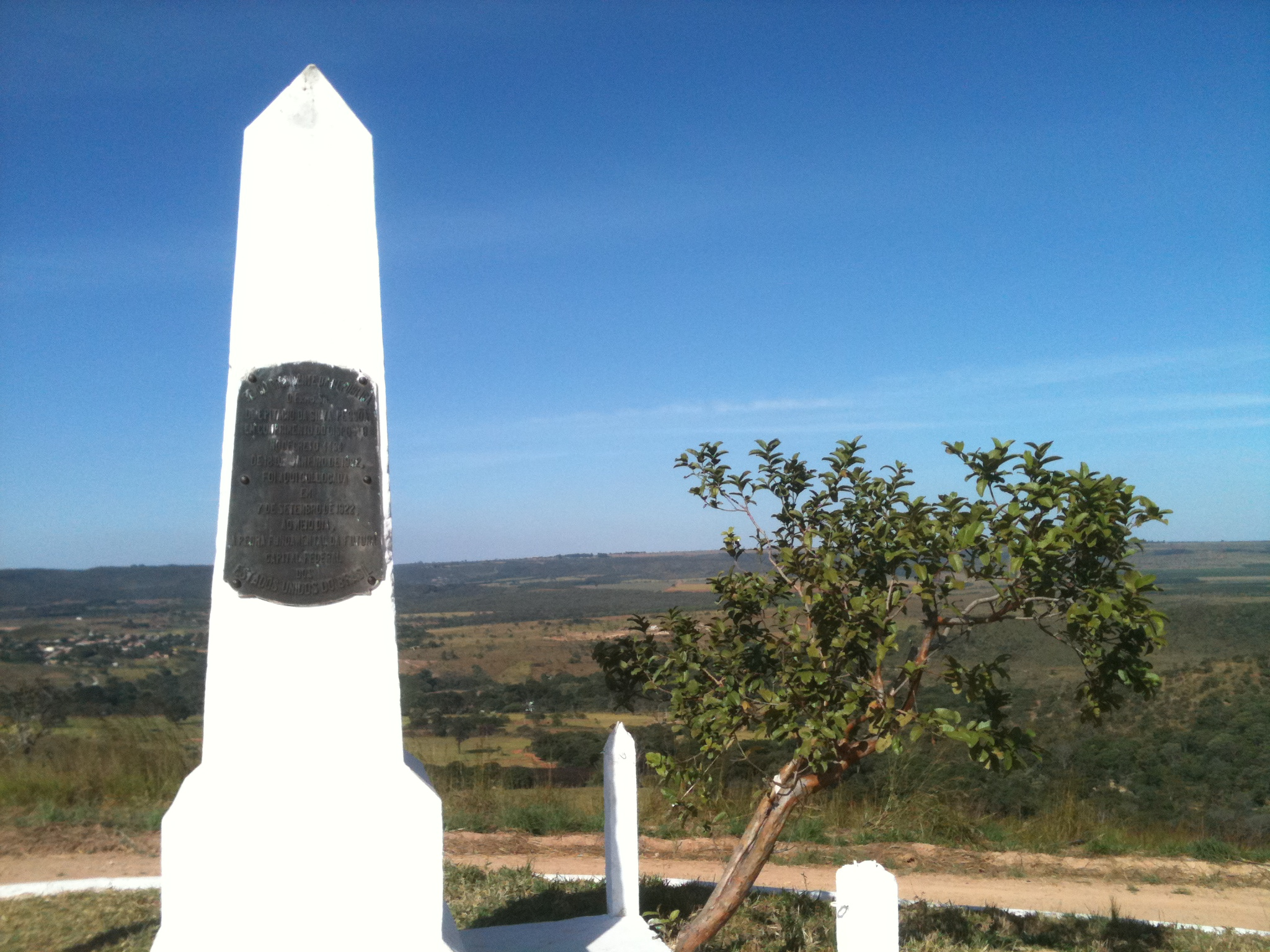
A pedra fundamental de Brasília, assentada pelo presidente Epitácio Pessoa em 1922, ano das comemorações dos cem anos da independência do Brasil, está localizada no Morro do Centenário, em Planaltina.

O sonho com Brasília, a capital federal, começou a existir a partir de 1823, na primeira Constituinte no Império Brasileiro, com uma proposta feita por José Bonifácio de Andrada e Silva, que defendeu a mudança da capital para uma região mais central no país, mostrando as vantagens de se construir a capital em uma das vertentes do Rio São Francisco. Durante a defesa de sua proposta, ele até sugeriu o nome da cidade tal qual conhecemos hoje. Porém, somente partir de 1839 iniciou-se uma reflexão sobre a construção de uma cidade no cerrado do planalto central, nas proximidades do rio São Francisco. Em 1852, essa questão despertou o interesse do historiador Varnhagen, que defendeu essa ideia em vários artigos, reunidos em um pequeno bloco de textos, com o nome "A Questão da Capital Marítima ou no Interior". Para a sua satisfação pessoal, Varnhagen, em 1877, fez a primeira visita prática ao local, onde definiu o lugar mais apropriado para a construção da futura capital: um triângulo formado pelas lagoas Feia, Formosa e Mestre d'Armas. A construção da Capital Federal ficou consolidada no artigo 3.º da Constituição da República de 1891, que estabelece:
Fica pertencente à União, no Planalto Central, uma zona de 14 000 km², que será oportunamente demarcada, para nela estabelecer-se a futura Capital Federal— Artigo 3.º da Constituição da República dos Estados Unidos do Brasil de 1891
Floriano Peixoto, o segundo presidente da república, pretendendo dar continuidade ao que tinha sido determinado pelo texto da Constituição, estabeleceu, em 1892, a Comissão Exploradora do Planalto Central do Brasil que foi chefiada pelo geógrafo Luís Cruls. Este, após seu retorno, apresentou um relatório, no qual delimitava uma área retangular, no mesmo ponto definido por Varnhagen, a qual ficou conhecida como Quadrilátero Cruls. Após essa expedição, devido às dimensões desse empreendimento, o plano de construção foi um pouco esquecido, porém, com a vitória da Revolução de 1930, o assunto voltou à tona.
Em 1922, uma comissão do governo federal estabeleceu a localização no cerrado goiano, mas o projeto ficou engavetado. No dia do centenário da Independência, o presidente Epitácio Pessoa mandou erigir no Morro do Centenário, em Planaltina, um obelisco com os seguintes dizeres:
Sendo Presidente da República o Exmo. Sr. Dr. Epitácio da Silva Pessôa, em cumprimento ao disposto no decreto 4494 de 18 de janeiro de 1922, foi aqui collocada em 7 de setembro de 1922, ao meio-dia, a Pedra Fundamental da Futura Capital Federal dos Estados Unidos do Brasil— Pedra fundamental de Brasília

### Interiorização da capital federal

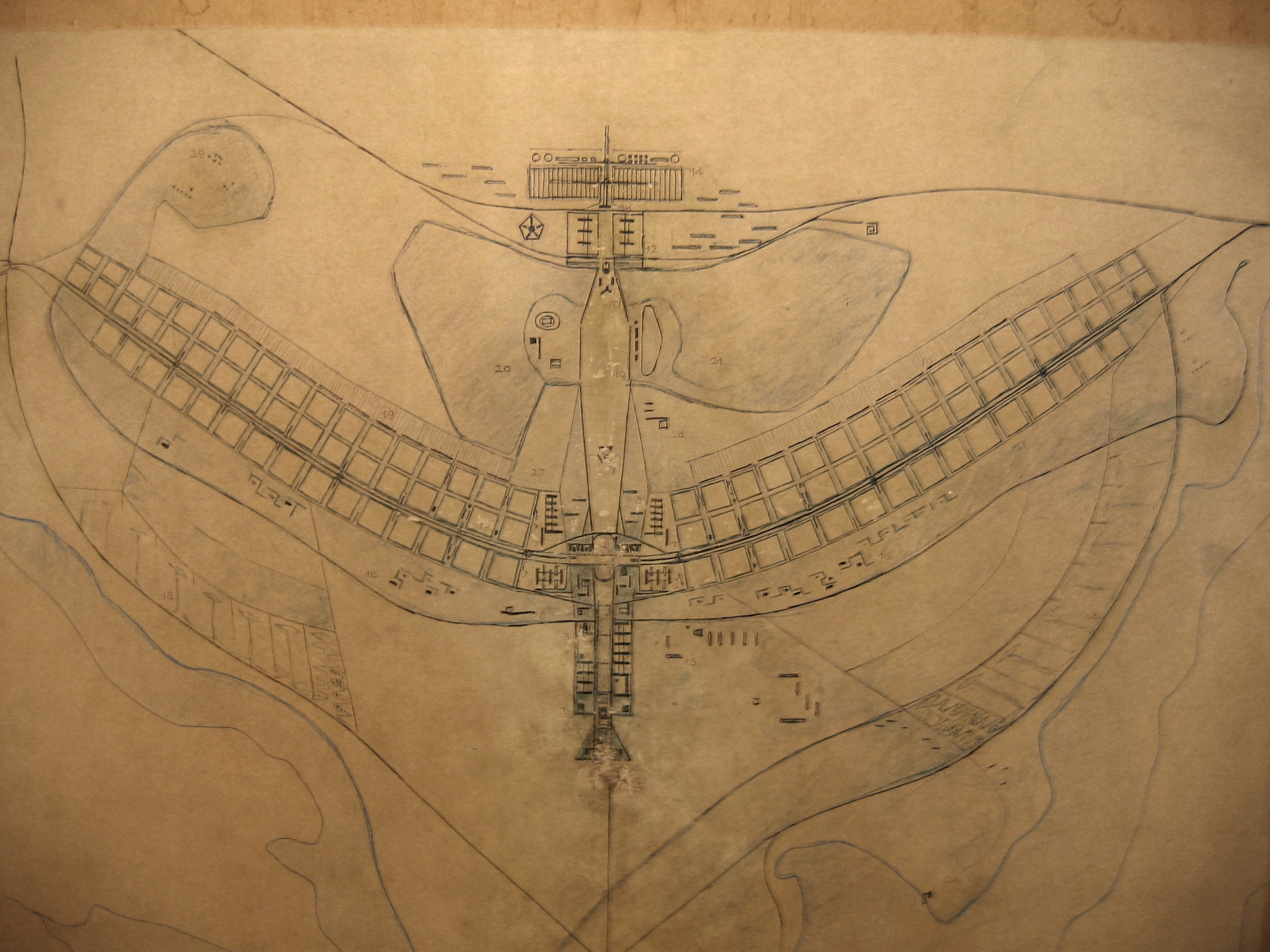
Plano Piloto de Brasília.

Em 1946, uma comissão chefiada por Poli Coelho atestou a excelente qualidade do lugar já preestabelecido para a construção. Em 1954, outra comissão, chefiada pelo general José Pessoa, finalizou os estudos já realizados e definiu que a área da futura capital seria o espaço delimitado pelos rios Preto e Descoberto e pelos paralelos 15°30 e 16°03, que abrangia áreas territoriais de três municípios goianos: Formosa, Luziânia e Pirenópolis.
Em 1955, durante um comício na cidade goiana de Jataí, Juscelino Kubitschek (JK), que em seus discursos sempre defendia o respeito à Constituição e às leis, foi perguntado se respeitaria, se eleito, a Constituição e mudaria a capital federal para o Planalto, de acordo com o que ela determinava. Juscelino respondeu que cumpriria com o que a Constituição decretava. Em 1956, após ser eleito para a presidência da República, JK, por iniciativa própria, enviou ao congresso uma mensagem propondo a criação da Companhia Urbanizadora na Nova Capital (Novacap). Após a aprovação desse projeto pelo congresso, em setembro do mesmo ano, o presidente sancionou a lei que criou a empresa.
Com isso, a Novacap, empresa de caráter público, foi incumbida de planejar e executar a construção da capital federal na região delimitada pelo general José Pessoa. Após um concurso público que selecionaria o plano-piloto da cidade, uma comissão julgadora escolheu o projeto urbanístico do arquiteto Lúcio Costa, que foi aprovado, como lei, por unanimidade na Câmara e no Senado. Com isso, também foi oficializado o nome Brasília, bem como a escolha de Oscar Niemeyer como arquiteto e de Joaquim Cardozo como engenheiro estrutural. Em 2 de outubro de 1956, Juscelino Kubitschek assinou, no local da futura capital federal, o primeiro ato, nomeando Mário Meneghetti como ministro da Agricultura, ocasião em que proclamou o seguinte:
Deste planalto central desta solidão que em breve se transformará em cérebro das altas decisões nacionais, lanço os olhos sobre o amanhã do meu país e ante vejo esta alvorada com fé inquebrantável e uma confiança sem limites no seu grande destino— Juscelino Kubitschek

### Construção de Brasília e era contemporânea

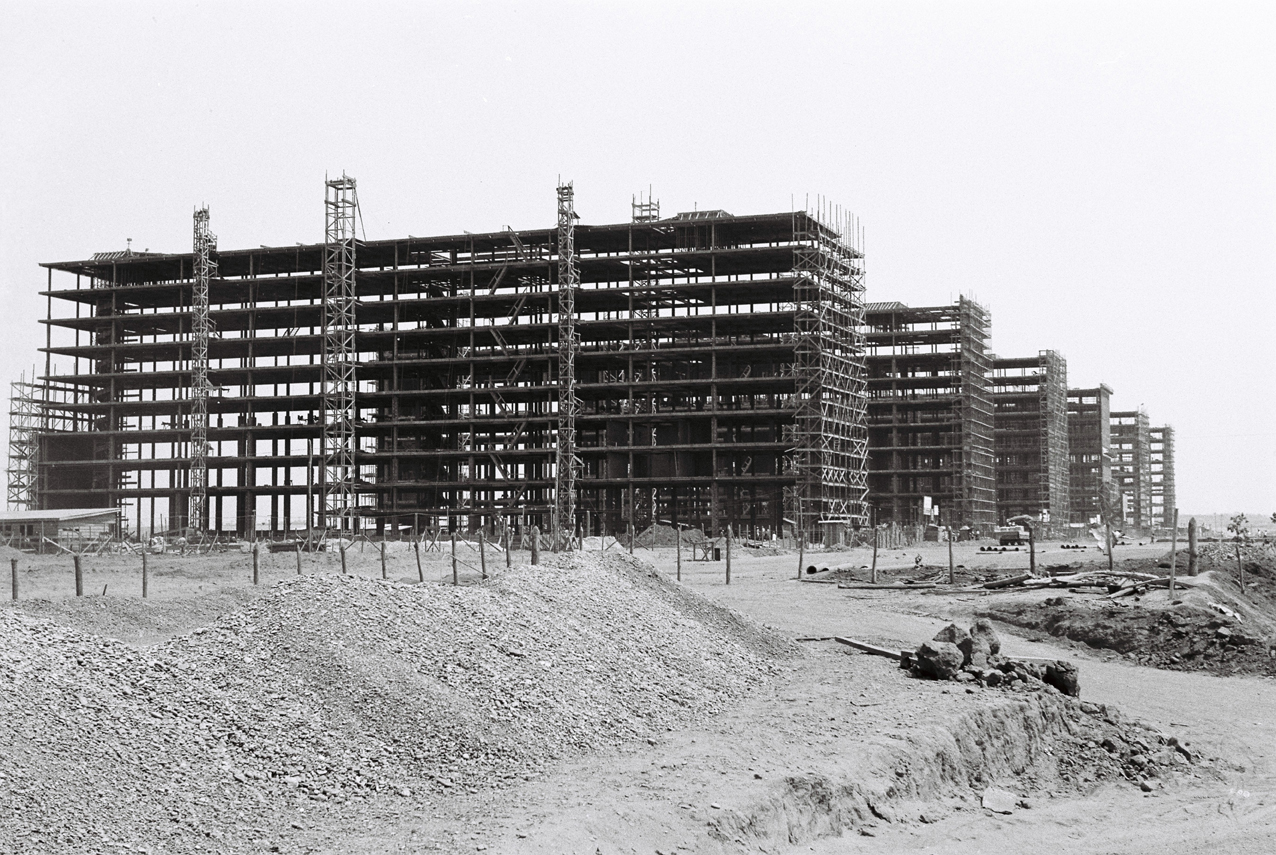
Construção da Esplanada dos Ministérios em 1959.

Nesse mesmo ano deu-se início às obras, sob a fiscalização de Oscar Niemeyer e Israel Pinheiro. Formou-se, então, o Núcleo Bandeirante, com candangos (trabalhadores que atuaram na construção de Brasília vindos, inicialmente, de Goiás, Minas Gerais e principalmente do Nordeste). Os trabalhos de terraplenagem foram iniciados em novembro de 1956. Trinta mil operários construíram Brasília em 41 meses. Israel Pinheiro foi nomeado o primeiro prefeito do Distrito Federal em 17 de abril de 1960, um pouco antes da sua inauguração, ocorrida em 21 de abril de 1960, data escolhida em homenagem a Tiradentes, por Juscelino Kubitschek. Quando o cargo foi transformado em governador, o indicado pelo presidente da República, foi Hélio Prates.
Em 1987, ano em que Brasília é declarada Patrimônio Histórico e Cultural da Humanidade, pela Organização das Nações Unidas para a Educação, a Ciência e a Cultura, a Comissão de Sistematização da Assembleia Nacional Constituinte aprovou a autonomia política do Distrito Federal, o que resultou, pela promulgação da Constituição em 1988, nas eleições diretas para governador, vice-governador e 24 deputados distritais. O primeiro governador eleito pelo voto direto foi Joaquim Roriz, que teve o seu mandato compreendido de 1988 a 1990.

## Geografia

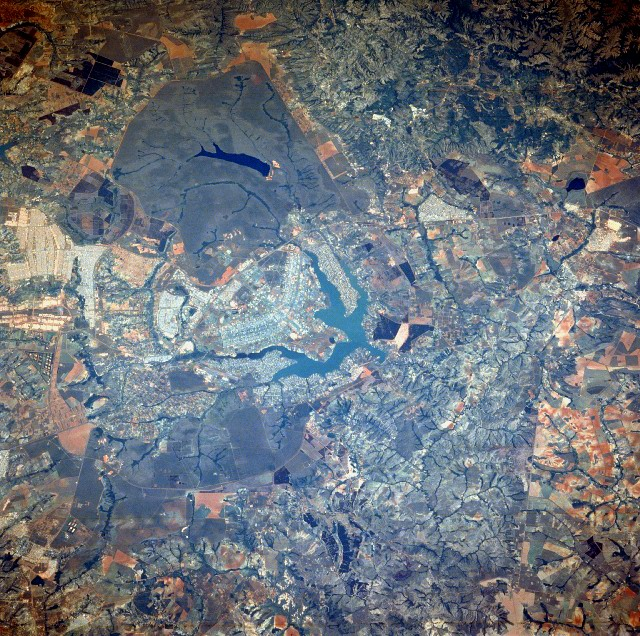
Brasília vista da Estação Espacial Internacional.

O Distrito Federal se localiza a 15°50’16" de latitude sul e a 47°42’48" de longitude oeste, com altitudes entre 750 e 1 350 metros acima do nível do mar, no chamado Planalto Central, cujo relevo é, na maior parte, plano, apresentando algumas leves ondulações. A flora corresponde à predominantemente típica do domínio do cerrado. Em alguns lugares da cidade é possível observar espécies de gimnospermas, como os pinheiros, e também diversos tipos de árvores provenientes de outros biomas brasileiros. As espécies não nativas da região têm sido retiradas pela empresa pública arborizadora da cidade (a Novacap) e substituídas por espécies nativas, como ipês.[carece de fontes?]

### Biodiversidade
A vegetação do Distrito Federal, caracterizada pelo cerrado, é o resultado de um longo processo de evolução, no qual as plantas buscaram adaptar-se às difíceis condições ambientais como: pouca água, falta de umidade no ar e acidez no solo. Em virtude disso, as principais vegetações do Distrito Federal são o cerrado, vegetação composta por árvores de galhos e caules grossos e retorcidos, distribuídos de uma forma esparsa, onde também existem gramíneas, várias espécies de capins, que se desenvolvem embaixo das árvores e umas espécies semiarbustivas; a mata ciliar composta por florestas estreitas e densas, formadas ao longo do leito dos rios e riachos, por encontrarem solos mais férteis e com boa umidade, o que proporcionam o bom desenvolvimento dessas espécies, e os brejos, que são localizados nas nascentes de água onde desenvolve-se em grandes proporções o buriti.

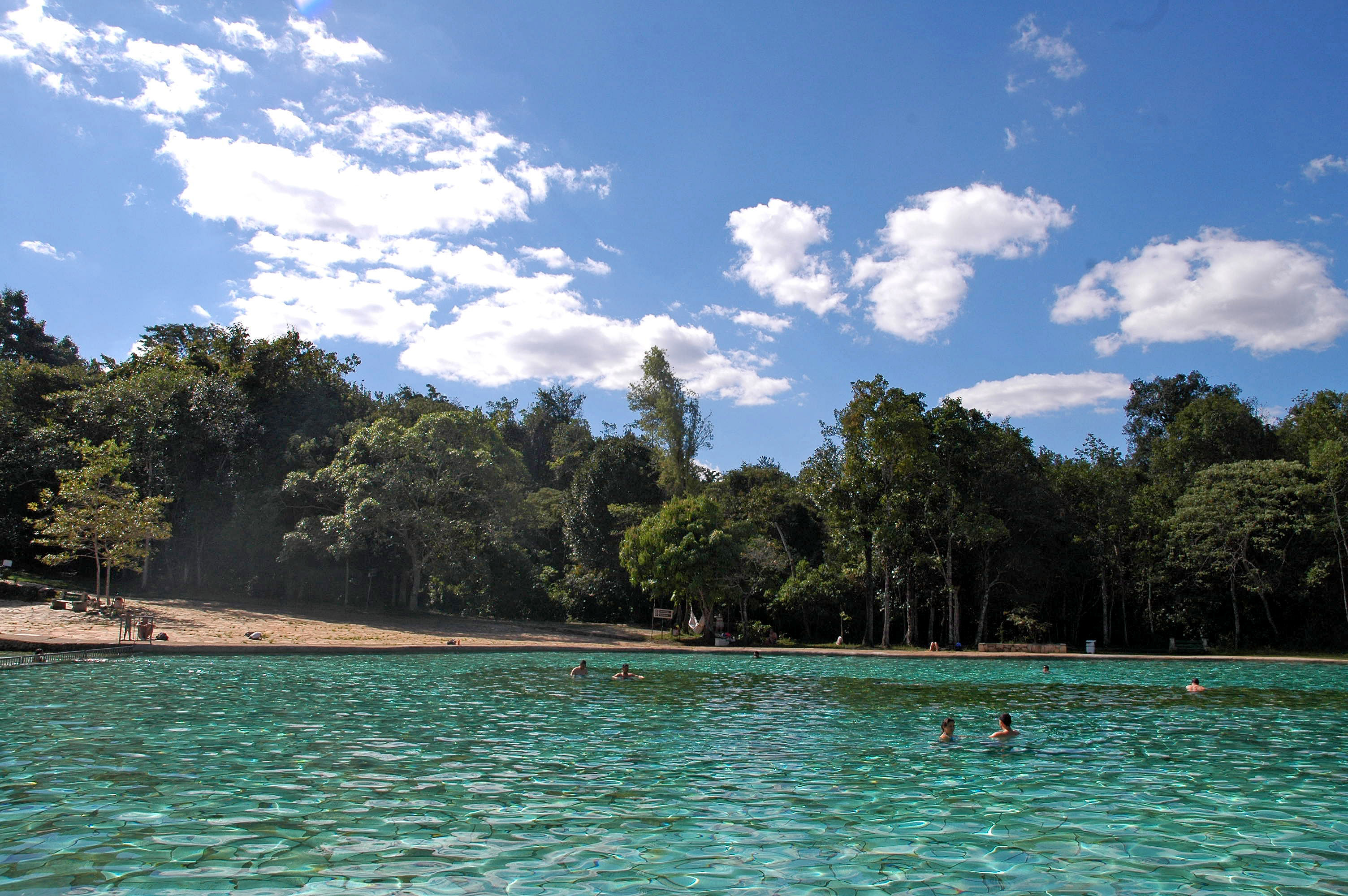
Parque Nacional de Brasília.

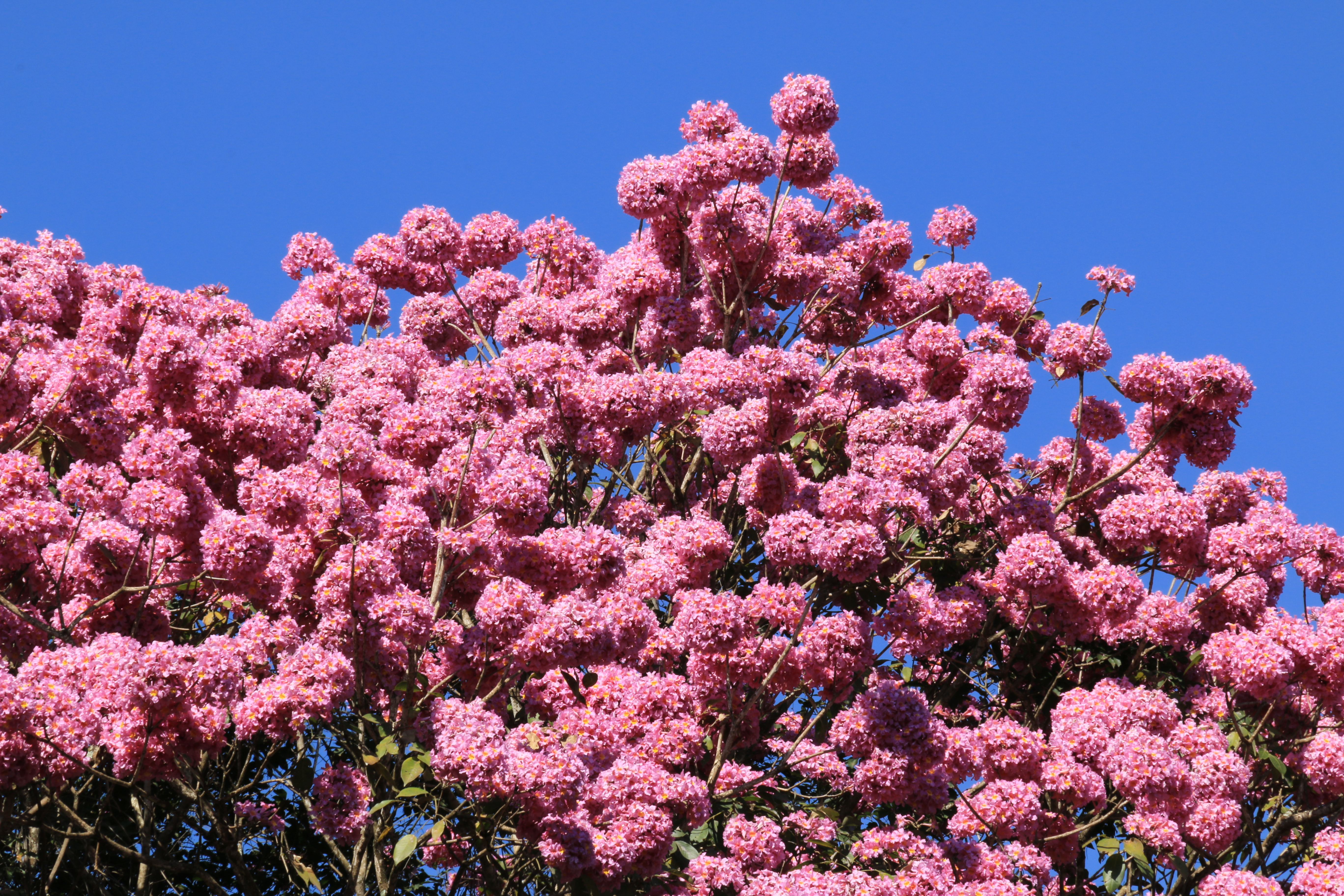
Um ipê-roxo no Parque Nacional.

O DF possui grande variedade de vegetação, reunindo 150 espécies. A maioria é nativa, típica do cerrado, e de porte médio, com altura de 15 a 25 m. Muitas são tombadas pelo Patrimônio Ecológico do Distrito Federal, para garantir sua preservação. Algumas das principais: pindaíba, paineira, ipê-roxo, ipê-amarelo, pau-brasil e buriti. Diferentemente de outras regiões brasileiras, durante o período dos meses de verão, o Distrito Federal adquire uma paisagem muito verde, porém, durante os meses de inverno, o capim seca e praticamente todas as árvores mudam suas folhagens, cada árvore ao seu tempo, de modo que não acontece de todas as árvores de uma mesma espécie trocarem de folhas, todas ao mesmo tempo.
A preservação da vegetação no DF é um tema recorrente, principalmente pela preocupação em conservar a flora original. O desmatamento provocado pela expansão da agricultura é um dos problemas enfrentados no Distrito Federal, sendo que, segundo a Unesco, desde sua criação, nos anos 1950, 57% da vegetação original não existe mais. Para colaborar com a preservação, são realizados programas de conscientização e de reformas estruturais para diminuir a degradação da vegetação e também da fauna e rios da região.
Durante a elaboração do projeto para a Construção de Brasília houve uma grande preocupação e cuidado com a relação ao trinômio cidade-natureza-homem, para que nessa cidade houvesse equilíbrio ambiental entre esses três elementos, objetivando que houvesse um alto padrão na qualidade de vida dos seus habitantes, isto é evidente quando observamos que a relação área verde por habitante é a maior do país. Desde sua construção até os dias de hoje, há uma série de medidas adotadas para que seja mantido equilíbrio ambiental e para que sejam preservados os recursos naturais existentes em todo o Distrito Federal. Essas medidas resultaram na criação de várias unidades de conservação ambiental, bem como em áreas protegidas ambientalmente e reservas ecológicas, além da criação do Parque Nacional de Brasília. Chega a apresentar uma fauna com mais de 60 000 espécies diferentes, destacando-se a onça-pintada, suçuarana, veado-campeiro, lobo-guará, tamanduá-bandeira e tatu-canastra.

### Relevo

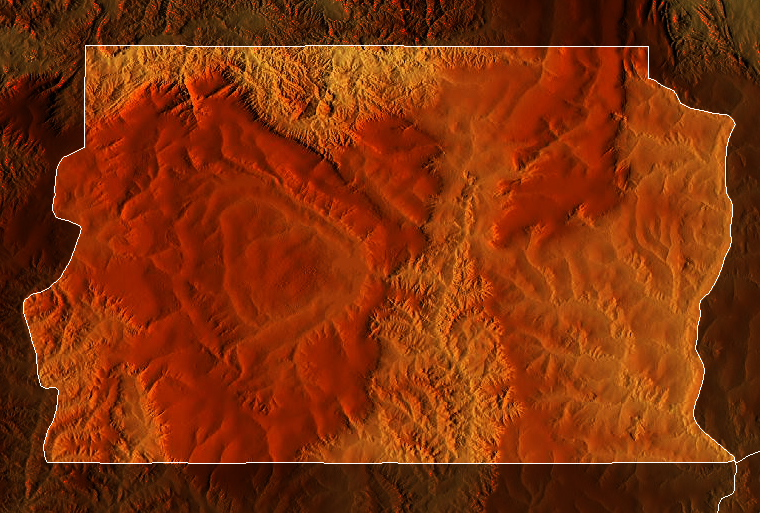
Mapa topográfico do Distrito Federal.

O Distrito Federal está localizado no Planalto Central do Brasil, onde se localizam as cabeceiras de afluentes de três dos maiores rios brasileiros - o Rio Maranhão (afluente do Rio Tocantins), o Rio Preto (afluente do Rio São Francisco) e os rios São Bartolomeu e Descoberto (tributários do Rio Paraná). O seu relevo é constituído por planaltos, planícies e várzeas, características típicas do cerrado, que possui terreno bem plano ou com suaves ondulações. Sua altitude varia de 750 a 1 300 metros acima do nível do mar, e o ponto mais alto é o Pico do Roncador, com 1 341 metros, localizado na Serra do Sobradinho.
Situado na denominada Província Hidrogeológica do Escudo Central, a qual inclui parcialmente a Faixa de Dobramentos Brasília e se estende para norte/noroeste, ocupando a Faixa de dobramentos Paraguai/Araguaia e a parte sul do Cráton Amazônico. Esta província é amplamente dominada por aquíferos fraturados cobertos por mantos de intemperismo (solos e rochas alteradas) com características físicas e espessuras variáveis.

### Hidrografia

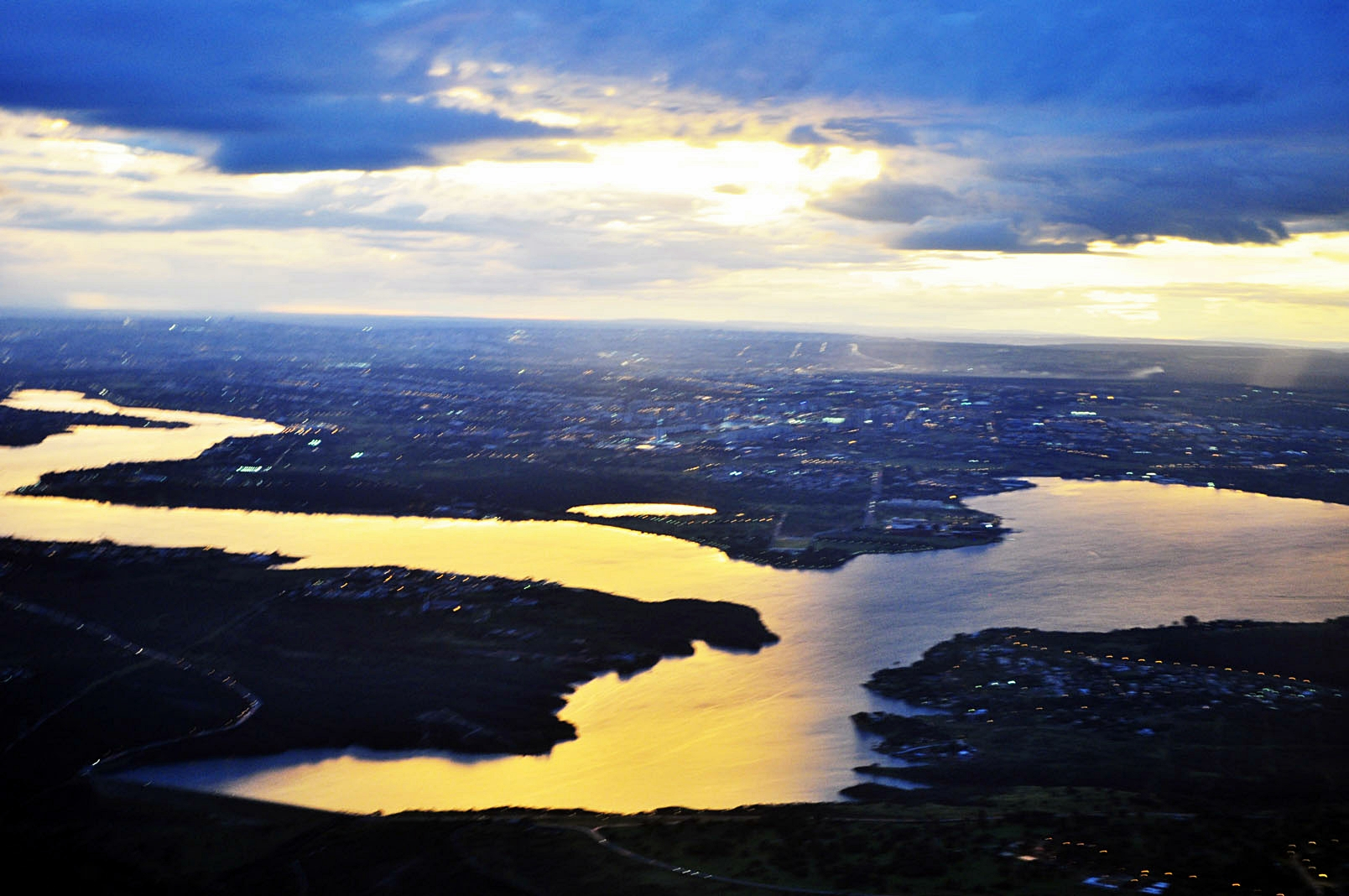
Imagem aérea do Lago Paranoá.

O território do Distrito Federal está situado em um alto regional que não apresenta grandes drenagens superficiais, sendo um divisor natural de três grandes bacias hidrográficas. Por isso, as águas subterrâneas têm função estratégica na manutenção de vazões dos cursos superficiais e no abastecimento de núcleos rurais, urbanos e condomínios. Em 2010, por meio de decreto administrativo, o Distrito Federal foi dividido em três Comitês de Bacias Hidrográficas (CBH).
Os rios do DF estão bem supridos pelos lençóis freáticos, razão pela qual não secam, mesmo durante o período da estação seca. A fim de aumentar a quantidade de água disponível para a região, foi realizado o represamento de um dos rios da região, o rio Paranoá, para a construção de um lago artificial, o Lago Paranoá, que tem 40 quilômetros quadrados de extensão, profundidade máxima de 48 metros e cerca de 80 quilômetros de perímetro. O lago possui uma grande marina e é frequentado por praticantes de wakeboard, windsurf e pesca profissional.

### Clima

Mapa do DF de acordo com a classificação climática de Köppen-Geiger.

O clima do DF é o tropical com estação seca (do tipo Aw na classificação climática de Köppen-Geiger), com temperaturas médias mensais sempre superiores a 18 °C e índice pluviométrico de aproximadamente 1 480 milímetros (mm) anuais, concentrados entre os meses de outubro e abril. As precipitações ocorrem sob a forma de chuva e, algumas vezes, de granizo, podendo ainda virem acompanhadas de raios e trovoadas.
Durante a estação seca (maio a setembro), é comum que os níveis de umidade relativa do ar fiquem muitas vezes abaixo de 30%, bem abaixo do ideal considerado pela Organização Mundial da Saúde (OMS), de 60%.
Em 10 de junho de 1985, foi registrada pela primeira vez a ocorrência de geada, quando a temperatura mínima chegou a 3,3 °C, a mais baixa registrada em um mês de junho. Na tarde do dia 1 de outubro de 2014, também foi registrada pela primeira vez a formação de um tornado, observado na região do Aeroporto JK, onde os ventos atingiram a velocidade de 95 km/h.
| Dados climatológicos para Brasília (Sudoeste)                                                    | Dados climatológicos para Brasília (Sudoeste) | Dados climatológicos para Brasília (Sudoeste) | Dados climatológicos para Brasília (Sudoeste) | Dados climatológicos para Brasília (Sudoeste) | Dados climatológicos para Brasília (Sudoeste) | Dados climatológicos para Brasília (Sudoeste) | Dados climatológicos para Brasília (Sudoeste) | Dados climatológicos para Brasília (Sudoeste) | Dados climatológicos para Brasília (Sudoeste) | Dados climatológicos para Brasília (Sudoeste) | Dados climatológicos para Brasília (Sudoeste) | Dados climatológicos para Brasília (Sudoeste) | Dados climatológicos para Brasília (Sudoeste) |
| Mês                                                                                              | Jan                                           | Fev                                           | Mar                                           | Abr                                           | Mai                                           | Jun                                           | Jul                                           | Ago                                           | Set                                           | Out                                           | Nov                                           | Dez                                           | Ano                                           |
| ------------------------------------------------------------------------------------------------ | --------------------------------------------- | --------------------------------------------- | --------------------------------------------- | --------------------------------------------- | --------------------------------------------- | --------------------------------------------- | --------------------------------------------- | --------------------------------------------- | --------------------------------------------- | --------------------------------------------- | --------------------------------------------- | --------------------------------------------- | --------------------------------------------- |
| Temperatura máxima recorde (°C)                                                                  | 32,6                                          | 32                                            | 32,1                                          | 31,6                                          | 31,6                                          | 31,6                                          | 30,8                                          | 33                                            | 35,8                                          | 36,4                                          | 34,9                                          | 33,7                                          | 36,4                                          |
| Temperatura máxima média (°C)                                                                    | 26,9                                          | 27,2                                          | 27                                            | 26,8                                          | 26                                            | 25,3                                          | 25,6                                          | 27,4                                          | 29,1                                          | 29                                            | 27                                            | 26,8                                          | 27                                            |
| Temperatura média compensada (°C)                                                                | 21,9                                          | 21,9                                          | 21,8                                          | 21,6                                          | 20,3                                          | 19,3                                          | 19,3                                          | 21                                            | 22,8                                          | 23,1                                          | 21,7                                          | 21,7                                          | 21,4                                          |
| Temperatura mínima média (°C)                                                                    | 18,3                                          | 18,2                                          | 18,2                                          | 17,7                                          | 15,6                                          | 14,2                                          | 13,9                                          | 15,3                                          | 17,6                                          | 18,5                                          | 18,1                                          | 18,3                                          | 17                                            |
| Temperatura mínima recorde (°C)                                                                  | 12,2                                          | 11                                            | 14,5                                          | 10,7                                          | 3,2                                           | 3,3                                           | 1,6                                           | 5                                             | 9                                             | 10,2                                          | 11,4                                          | 13,5                                          | 1,6                                           |
| Precipitação (mm)                                                                                | 206                                           | 179,5                                         | 226                                           | 145,2                                         | 26,9                                          | 3,3                                           | 1,5                                           | 16,3                                          | 38,1                                          | 141,8                                         | 253,1                                         | 241,1                                         | 1 478,8                                       |
| Dias com precipitação (≥ 1 mm)                                                                   | 16                                            | 14                                            | 15                                            | 9                                             | 3                                             | 1                                             | 0                                             | 2                                             | 4                                             | 10                                            | 17                                            | 18                                            | 109                                           |
| Umidade relativa compensada (%)                                                                  | 74,7                                          | 74,2                                          | 76,1                                          | 72,2                                          | 65,4                                          | 58,8                                          | 51                                            | 43,5                                          | 46,4                                          | 58,8                                          | 74,5                                          | 76                                            | 64,3                                          |
| Insolação (h)                                                                                    | 159,6                                         | 158,9                                         | 168,7                                         | 200,8                                         | 237,9                                         | 247,6                                         | 268,3                                         | 273,5                                         | 225,7                                         | 191,3                                         | 138,3                                         | 145                                           | 2 415,6                                       |
| Fonte: INMET (normal climatológica de 1991-2020; recordes de temperatura a partir de 21/08/1961) |                                               |                                               |                                               |                                               |                                               |                                               |                                               |                                               |                                               |                                               |                                               |                                               |                                               |

## Demografia

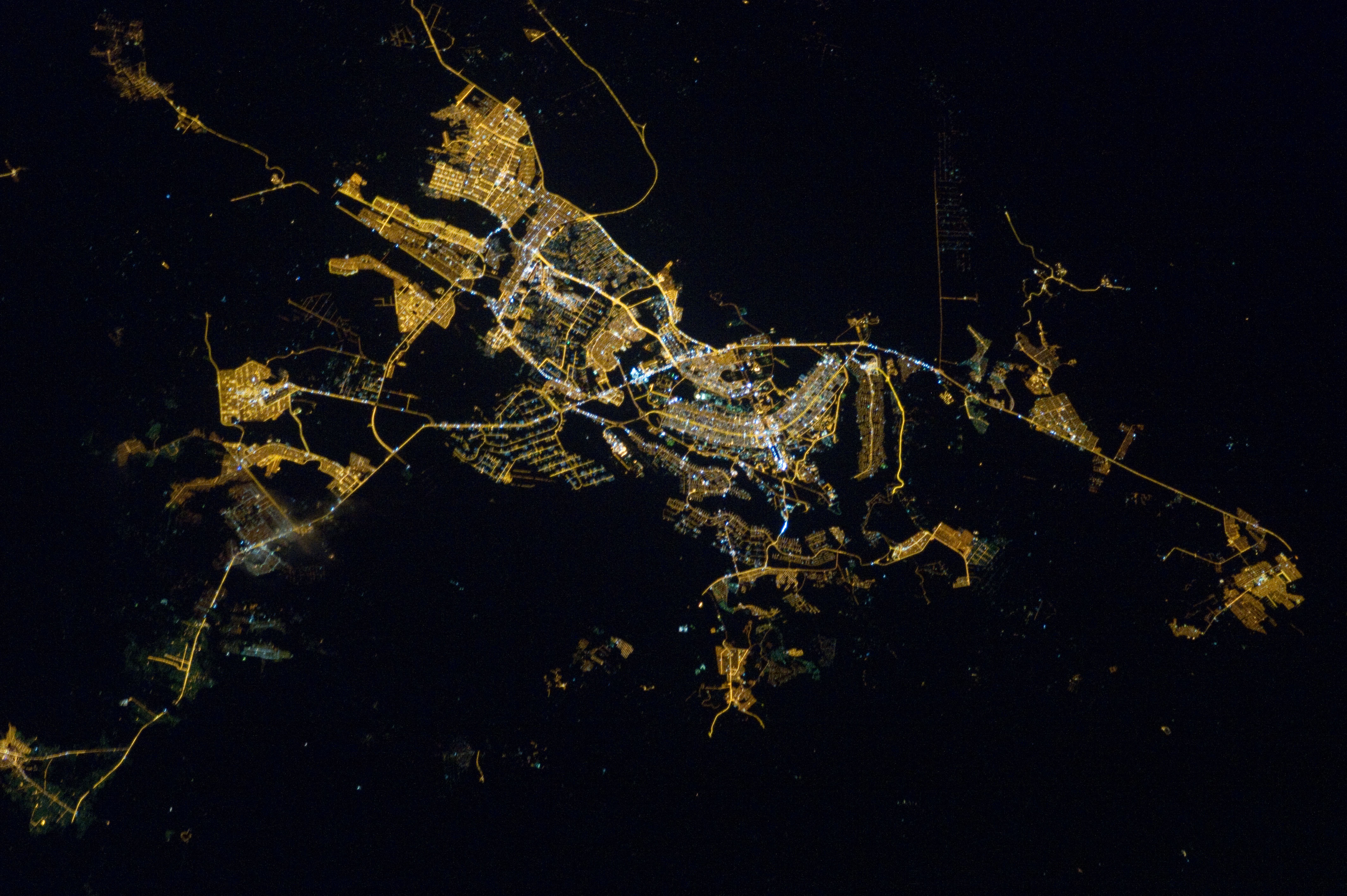
Parte do Distrito Federal à noite vista da Estação Espacial Internacional.

O crescimento demográfico se situa em 2,82%. A densidade média é de 410,8 hab./km² e a taxa de urbanização, uma das mais altas do país, alcança 94,7%. Relativamente ao desenvolvimento sócioeconômico são significativos os valores dos seguintes indicadores: a mortalidade infantil é de 17,8 por mil nascimentos; a taxa de analfabetismo alcança 4,7 por cento entre as pessoas maiores de 15 anos e o número de leitos hospitalares é de 3 777. Além disso, quase a totalidade da população tem acesso à água corrente e à rede de esgoto. Segundo dados da Pesquisa Nacional por Amostra de Domicílio, a população brasiliense em 2006 era composta por brancos (49,15 por cento), negros (4,80 por cento), pardos (44,77 por cento), asiáticos (0,39 por cento) e indígenas (0,35 por cento).
O ritmo de crescimento populacional na primeira década foi de 14,4% ao ano, com um aumento populacional de 285%. Na década de 1970, o crescimento médio anual foi de 8,1%, com um incremento total de 115,52%. A população total do Distrito Federal, que não deveria ultrapassar 500 000 habitantes em 2000, atingiu esta cota no início da década de 1970, e, entre 1980 e 1991, a população expandiu em mais 32,8%. O Plano Piloto, que, na inauguração, concentrava 48% da população do Distrito Federal, gradativamente perdeu importância relativa, chegando a 13,26% em 1991, passando o predomínio para as cidades-satélite. Em 2010, o Instituto Brasileiro de Geografia e Estatística indicou 2 570 160 habitantes. O Índice de Desenvolvimento Humano em 2021 era de 0,814, o maior do país. e a taxa de analfabetismo em 2010 era de 4,35%. Brasília também se caracteriza pela sua desigualdade social, sendo a quarta área metropolitana mais desigual do Brasil e a décima sexta do mundo, segundo um relatório divulgado pela Organização das Nações Unidas.
A população local é formada por migrantes de todas as regiões brasileiras, sobretudo do Nordeste e do Sudeste, além de estrangeiros que trabalham nas embaixadas espalhadas pela capital. Dados de 2010 apontavam que quase metade da população não nasceu ali, sendo que 1 380 873 eram brasilienses (53,73%) e 1 189 287 (46,27%) de outros locais (incluindo 8 577 estrangeiros, ou 0,33% da população), principalmente de Goiás, Minas Gerais e Bahia.

### Região integrada

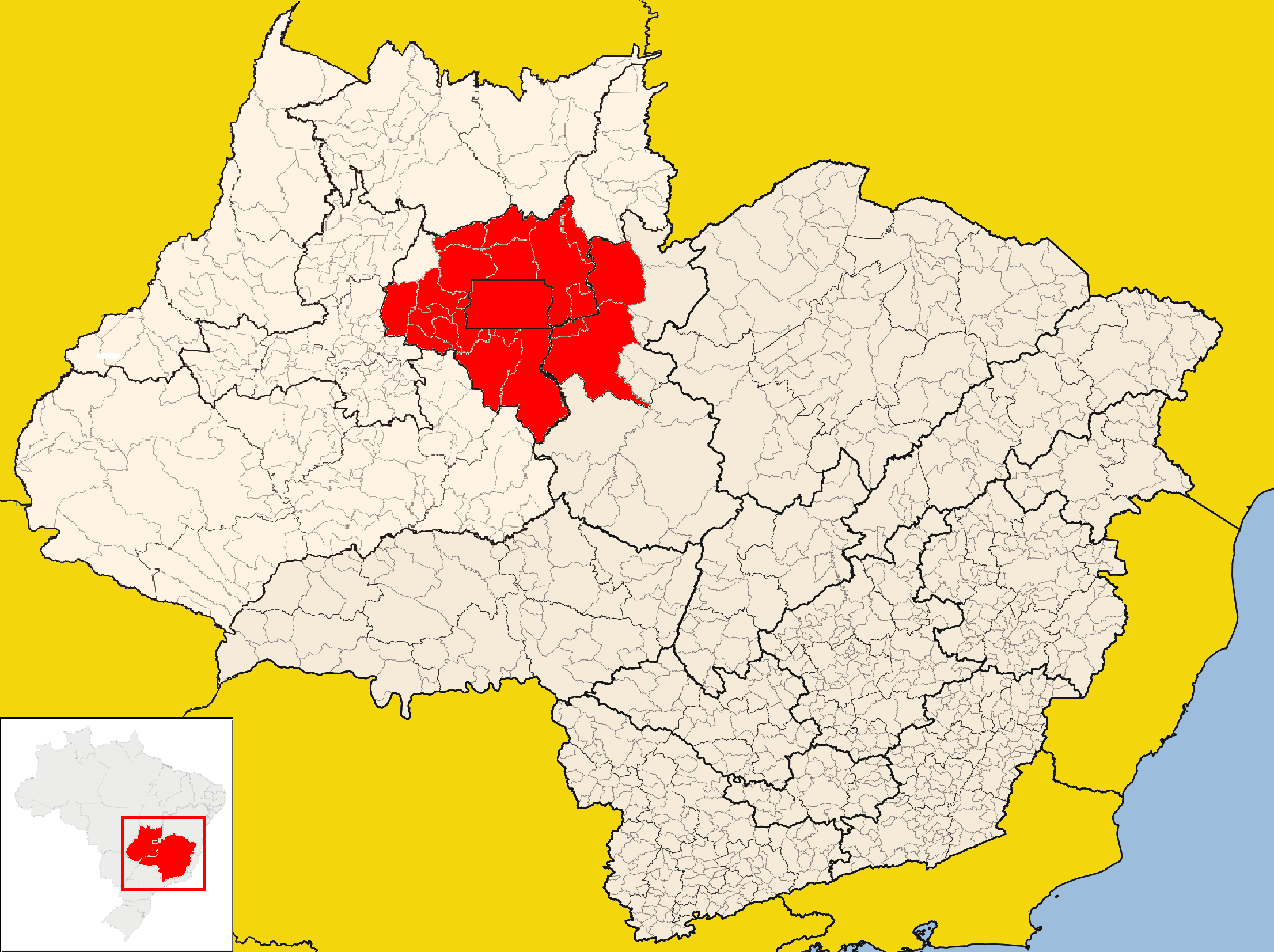
Mapa da Região Integrada de Desenvolvimento do Distrito Federal e Entorno.

Conhecida como RIDE, a Região Integrada de Desenvolvimento do Distrito Federal e Entorno compreende o Distrito Federal mais os municípios goianos de Abadiânia, Água Fria de Goiás, Águas Lindas de Goiás, Alexânia, Alto Paraíso de Goiás, Alvorada do Norte, Barro Alto, Cabeceiras, Cavalcante, Cidade Ocidental, Cocalzinho de Goiás, Corumbá de Goiás, Cristalina, Flores de Goiás, Formosa, Goianésia, Luziânia, Mimoso de Goiás, Niquelândia, Novo Gama, Padre Bernardo, Pirenópolis, Planaltina, Santo Antônio do Descoberto, São João d'Aliança, Simolândia, Valparaíso de Goiás, Vila Boa e Vila Propício, e os municípios mineiros de Arinos, Buritis, Cabeceira Grande e Unaí. Segundo estimativa do IBGE para julho de 2021, o DF contava com 3 094 325 habitantes.
Segundo a geógrafa Nelba Azevedo Penna, do Departamento de Geografia da Universidade de Brasília, "em consequência dos processos de ordenamento de seu território, ocorreu uma intensa expansão da urbanização para a periferia limítrofe ao Distrito Federal, que deu origem a formação da região metropolitana de Brasília (atualmente institucionalizada como Região Integrada de Desenvolvimento do Distrito Federal e Entorno – RIDE)".

### Religião

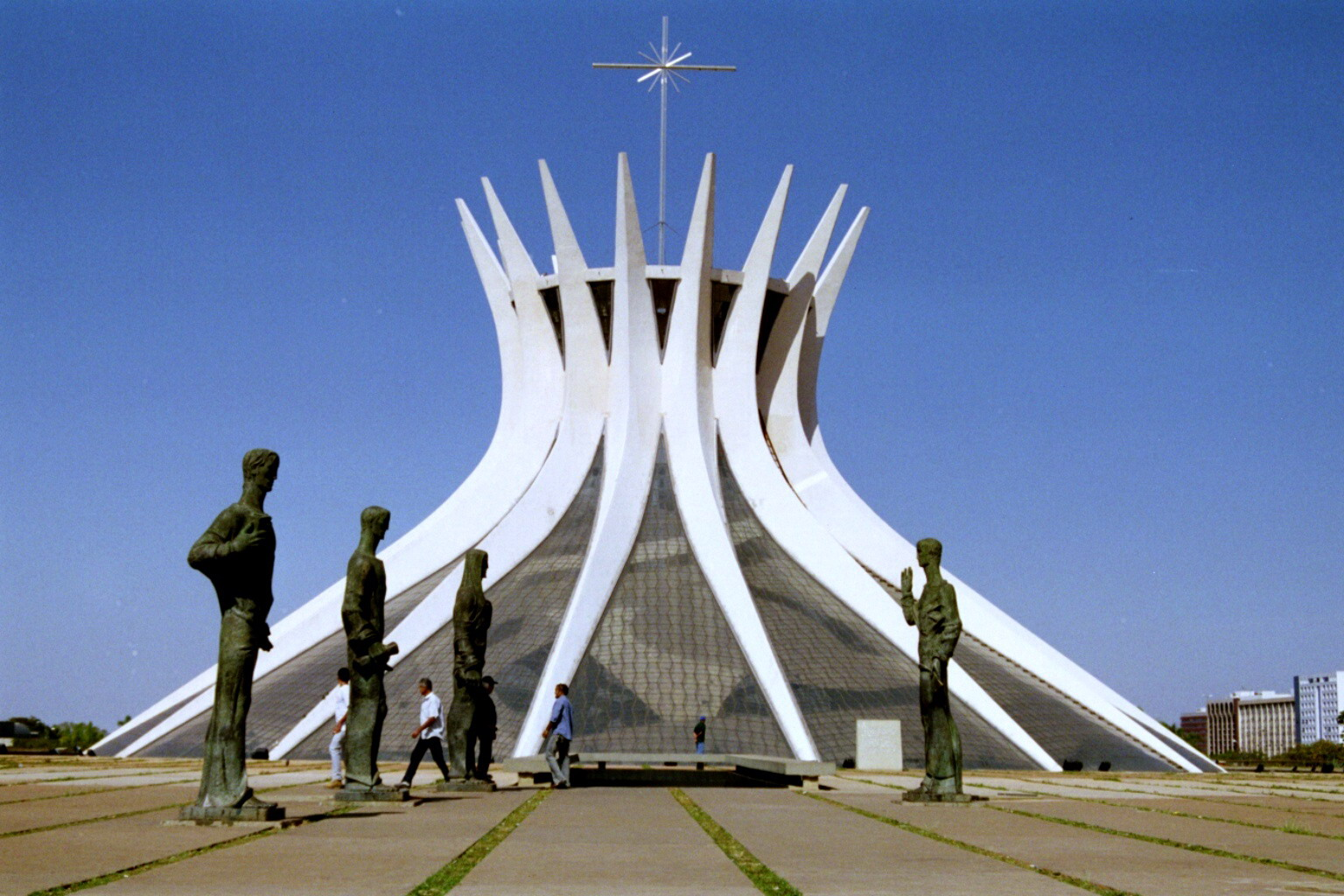
Catedral Metropolitana de Brasília.

Tal qual a variedade cultural verificável no Distrito Federal, são diversas as manifestações religiosas presentes. Embora tenha se desenvolvido sobre uma matriz social eminentemente católica, tanto devido à colonização quanto à imigração — e a maioria dos brasilienses declara-se adepta do catolicismo — ainda é possível encontrar no Distrito Federal algumas denominações protestantes diferentes, assim como a prática do budismo, do islamismo, espiritismo, umbanda, candomblé, entre outras.
De acordo com dados do censo de 2000 realizado pelo Instituto Brasileiro de Geografia e Estatística, a população do Distrito Federal era composta naquele ano por: católicos (66,16 por cento), protestantes (19,50 por cento), pessoas sem religião (8,64 por cento), espíritas (2,69 por cento), budistas (0,14 por cento), muçulmanos (0,03 por cento), umbandistas (0,15 por cento) e judeus (0,03 por cento).

### Desigualdade social e criminalidade

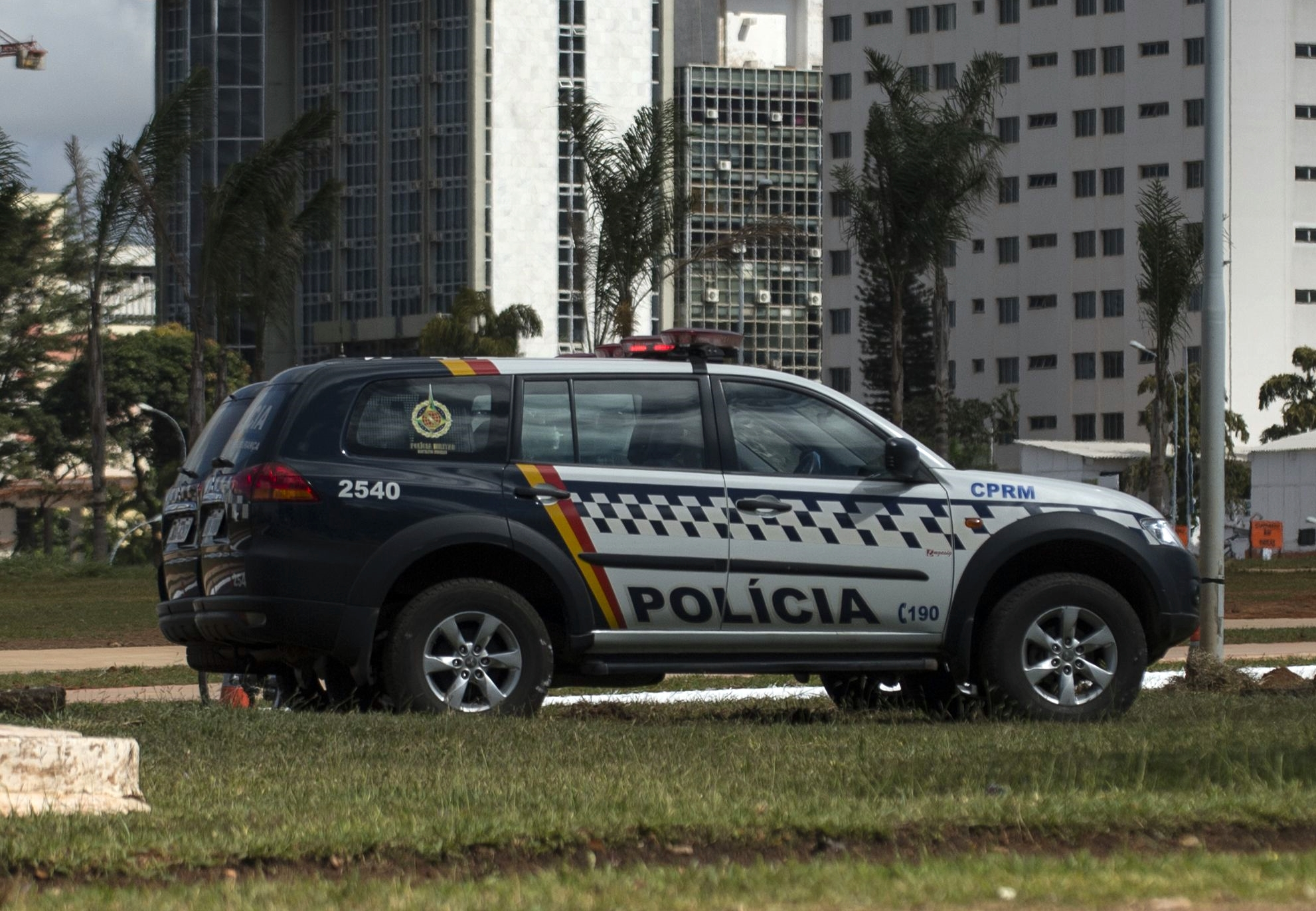
Viatura da Polícia Militar do Distrito Federal.

Brasília possui a maior desigualdade de renda entre as capitais brasileiras, além de ser uma das capitais em que mais se registram homicídios para cada cem mil habitantes no país. A comunidade do Sol Nascente, localizada na região administrativa Sol Nascente/Pôr do Sol, é segunda mais populosa favela do Brasil,  com 61 mil habitantes — segundo estimativas de lideranças locais, no entanto, a população seria de 100 mil pessoas, que superaria a da Rocinha, no Rio de Janeiro.
Os índices de criminalidade são altos principalmente no Entorno do Distrito Federal. Segundo sociólogos, a criminalidade no Distrito Federal, principalmente nas cidades-satélites, é uma herança do crescimento desordenado, ainda que assentado em núcleos urbanos planejados. Os níveis de criminalidade no DF estão entre os maiores do Brasil, chegando ao ponto de haver uma média de até dois assassinatos diários. Em 2012, houve 1031 homicídios, com taxa de 38,9 por 100 mil habitantes, a 478º maior do país. Existem diversas propostas para tentar diminuir a criminalidade na capital: entre elas, um maior policiamento, medida esta que, aplicada, tem levado a uma retração da violência.

## Governo e política
A política e a administração do Distrito Federal distinguem-se das demais unidades da federação em alguns pontos particulares, conforme definido na Constituição do Brasil de 1988:

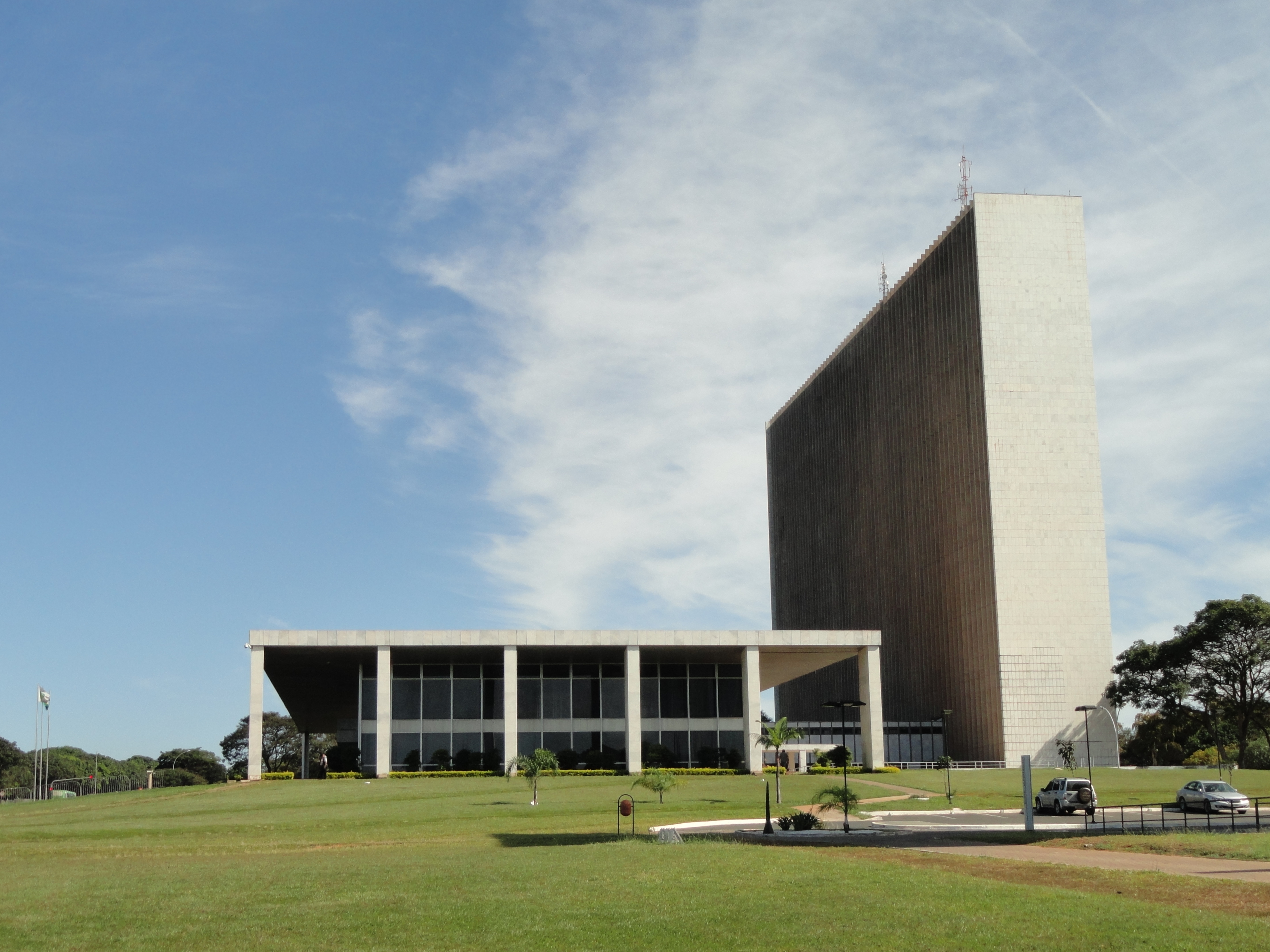
Palácio do Buriti, sede do governo do Distrito Federal.

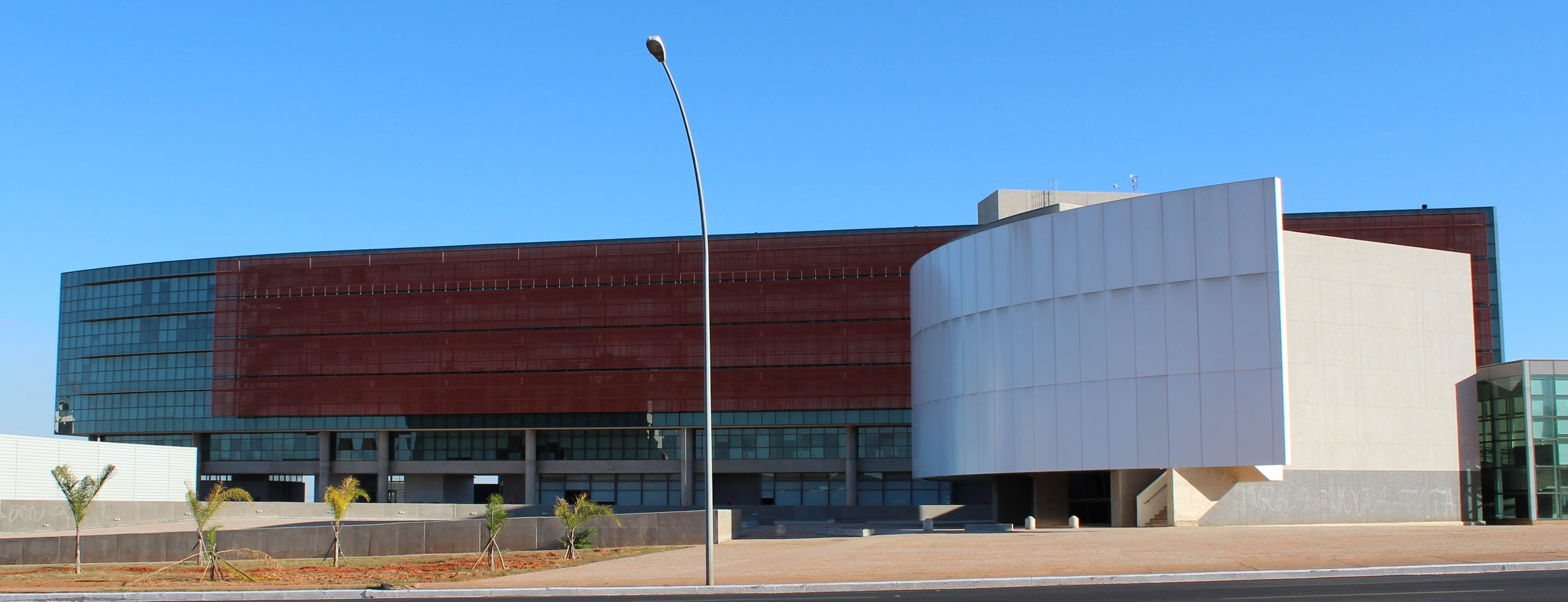
Edifício-sede da Câmara Legislativa do Distrito Federal.

- O Distrito Federal rege-se por lei orgânica, típica de municípios, e não por uma constituição distrital. Acumula as competências legislativas reservadas aos estados e municípios, não vedadas pela Constituição.
- O caráter híbrido do Distrito Federal é observável por sua Câmara Legislativa, mistura de Câmara Municipal (Poder Legislativo Municipal) e Assembleia Legislativa (Poder Legislativo Estadual).
- O Poder Legislativo do Distrito Federal é exercido pela câmara legislativa, com 24 deputados distritais eleitos; sendo que o chefe do Poder Executivo é o governador.
- Em virtude do caráter diferenciado dado pela Constituição ao Distrito Federal, o Governador do Distrito Federal atua como um misto de governador estadual e prefeito municipal, acumulando as competências executivas de estado e de município. 
  - De fato historicamente o título do cargo era "Prefeito do Distrito Federal", no período histórico que o Distrito Federal era sediado na cidade do Rio de Janeiro (1889-1960), e posteriormente em quase toda a primeira década de Brasília como capital federal (1960-1969).

O Distrito Federal é pessoa jurídica de direito público interno, ente da estrutura político-administrativa do Brasil de natureza sui generis, pois não é nem um estado nem um município, mas sim um ente especial que acumula as competências legislativas reservadas aos estados e aos municípios, conforme dispõe o art. 32, § 1º da CF, o que lhe dá uma natureza híbrida de estado e município.
O artigo 32 da Constituição Federal de 1988 proíbe expressamente que o Distrito Federal seja dividido em municípios, sendo considerado uno. O poder executivo do Distrito Federal foi representado pelo prefeito do Distrito Federal até 1969, quando o cargo foi transformado em governador do Distrito Federal.
O poder legislativo do Distrito Federal é representado pela Câmara Legislativa do Distrito Federal, cuja nomenclatura representa uma mescla de assembleia legislativa (poder legislativo das demais unidades da federação) e de câmara municipal (legislativo dos municípios). A Câmara Legislativa é formada por 24 deputados distritais.
O poder judiciário que atende ao Distrito Federal também atende a territórios federais. O Brasil não possui territórios atualmente, portanto, o Tribunal de Justiça do Distrito Federal e dos Territórios só atende ao Distrito Federal.
Em 8 de janeiro de 2023, Alexandre de Moraes determinou o afastamento do até então governador Ibaneis Rocha por 90 dias, após as invasões na Praça dos Três Poderes; diante isso, Celina Leão, vice-governadora, assumiu a vaga. Moraes revogou o afastamento de Ibaneis Rocha, e o governador voltou a exercer o mandato.

### Definição territorial e administrativa
No Brasil, por definição legal, "cidade" é a sede de um "município". A partir do Estado Novo, pelo decreto-lei nº 311, todas as sedes dos municípios passaram a ser cidades, sendo que, até então, as menores sedes de municípios eram denominadas "vilas". No Distrito Federal, porém, são chamados de cidades os diversos núcleos urbanos, sendo o principal deles a região administrativa do Plano Piloto, que por sua vez também se confunde com a ideia de Brasília. O Distrito Federal acumula competências estaduais e municipais  e, portanto, não pode ser, juridicamente, dividido em municípios, de acordo com a Constituição da República. Assim, os outros núcleos, que são oficialmente regiões administrativas aparecem ora como bairros distantes da capital do país além de aparecer com a nomenclatura coloquial de "cidades". Brasília é constituída por toda a área urbana do Distrito Federal e não apenas a parte tombada pela Organização das Nações Unidas para a Educação, a Ciência e a Cultura (UNESCO) ou a região administrativa central, pois a cidade é polinucleada, constituída por várias regiões administrativas, de modo que as regiões afastadas estão articuladas às centrais.

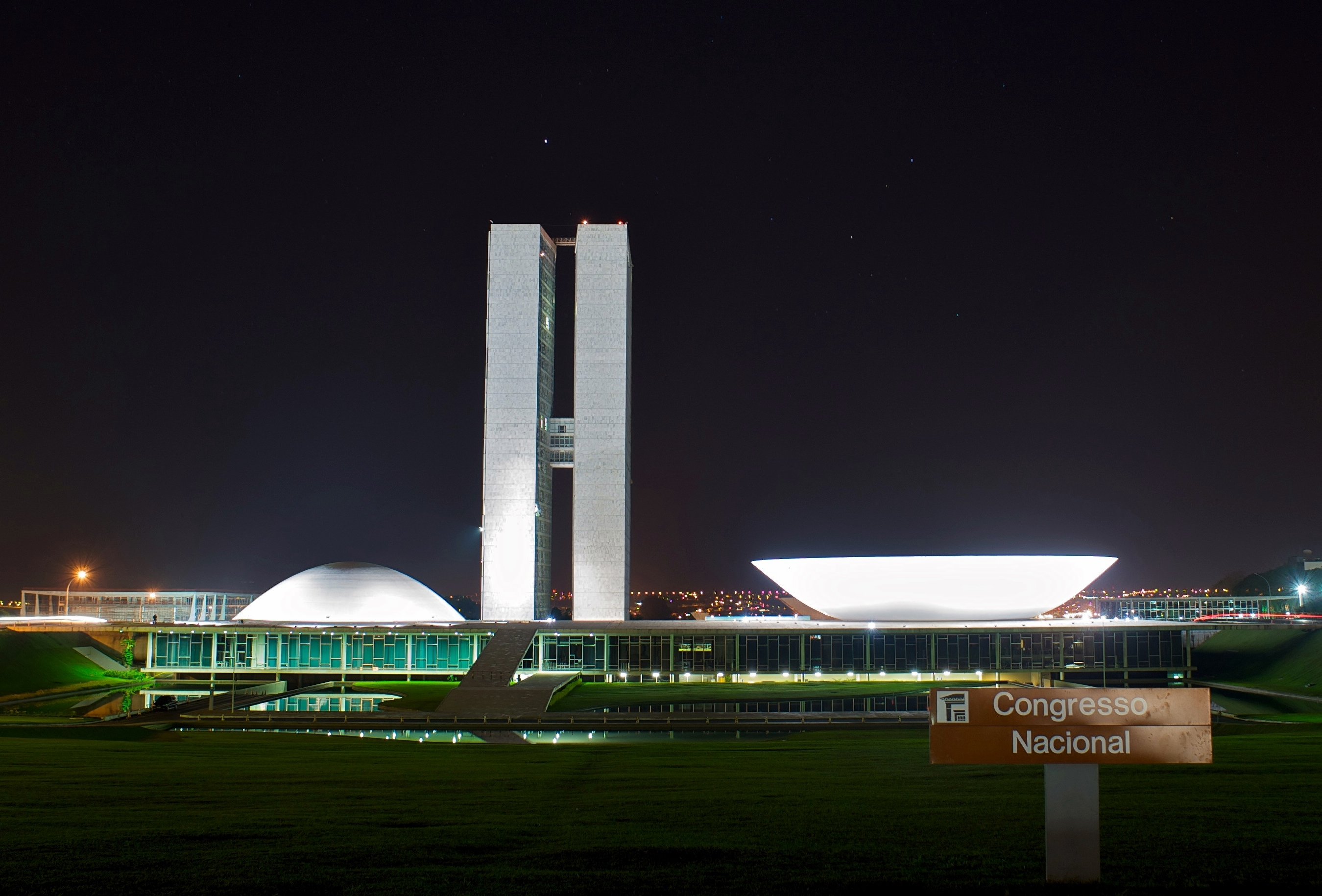
Edifício-sede do Congresso Nacional.

Há quem argumente que por todo o Brasil há regiões metropolitanas, onde cidades afastadas acabam articuladas em relação às cidades principais, sem que deixem por isso de ser consideradas cidades. A diferença é que elas são sedes de município. Apesar disso, outros núcleos urbanos do Distrito Federal, hoje chamados regiões administrativas, sempre foram conhecidos por cidades-satélites. Alguns, atualmente, entendem como Brasília apenas a região administrativa de Brasília (formada por parte do Plano Piloto e pelo Parque Nacional de Brasília), e não todo o Distrito Federal. Contundo alguns destes núcleos urbanos, como Planaltina e Brazlândia, são mais antigos do que a própria Brasília. Planaltina já existia como município de Goiás, antes de perder parte de seu território ao Distrito Federal.
Por outro lado, a lei de organização do Distrito Federal é uma lei orgânica, típica de municípios e não uma constituição, como ocorre nos estados da federação brasileira, embora esta lei orgânica regule tanto matérias típicas de leis orgânicas municipais quanto de constituições estaduais. Ademais, todas as regiões administrativas do Distrito Federal dispõem de certa autonomia administrativa, sendo seus administradores regionais indicados pela população local de cada região administrativa, através de um processo seletivo dos candidatos indicados pelas entidades representativas dos diversos segmentos da sociedade.[carece de fontes?] Mas vale esclarecer que órgãos oficiais de pesquisa, como o IBGE, o Dieese e o IPEA, não distinguem Brasília do Distrito Federal para efeitos de contagem e estatística pois seus dados são sempre elaborados levando-se em conta o município. Como o Distrito Federal não possui municípios, é considerado como um único ente.
Entre 1989 e 2017, com a vigência das divisões regionais em mesorregiões e microrregiões, a unidade federativa era formada unicamente pela mesorregião do Distrito Federal, composta apenas pela microrregião de Brasília. Em 2017, o IBGE extinguiu as mesorregiões e microrregiões, criando um novo quadro regional brasileiro, com novas divisões geográficas denominadas, respectivamente, regiões geográficas intermediárias e imediatas. Segundo a divisão vigente a partir de então, a entidade é composta pela Região Geográfica Intermediária do Distrito Federal, que por sua vez abrange a Região Geográfica Imediata do Distrito Federal.

## Regiões administrativas
A Constituição de 1988, em seu artigo 32, veda expressamente a divisão do Distrito Federal em municípios. O Distrito Federal é dividido em 35 regiões administrativas, sendo a região administrativa do Plano Piloto a principal delas; dessas apenas dezenove são reconhecidas pelo IBGE, pelo fato de os limites das regiões restantes ainda não terem passado por aprovação na Câmara Legislativa do Distrito Federal.
No Brasil, a ideia de cidade está intimamente ligada à de sede de município. Porém, no Distrito Federal, são chamados de cidades os diversos núcleos urbanos sedes das regiões administrativas. Alguns destes núcleos são mais antigos do que a própria Brasília, como Planaltina, que era município de Goiás antes de ser incorporado ao Distrito Federal, e Brazlândia, fundada na década de 1930.[carece de fontes?]

## Economia

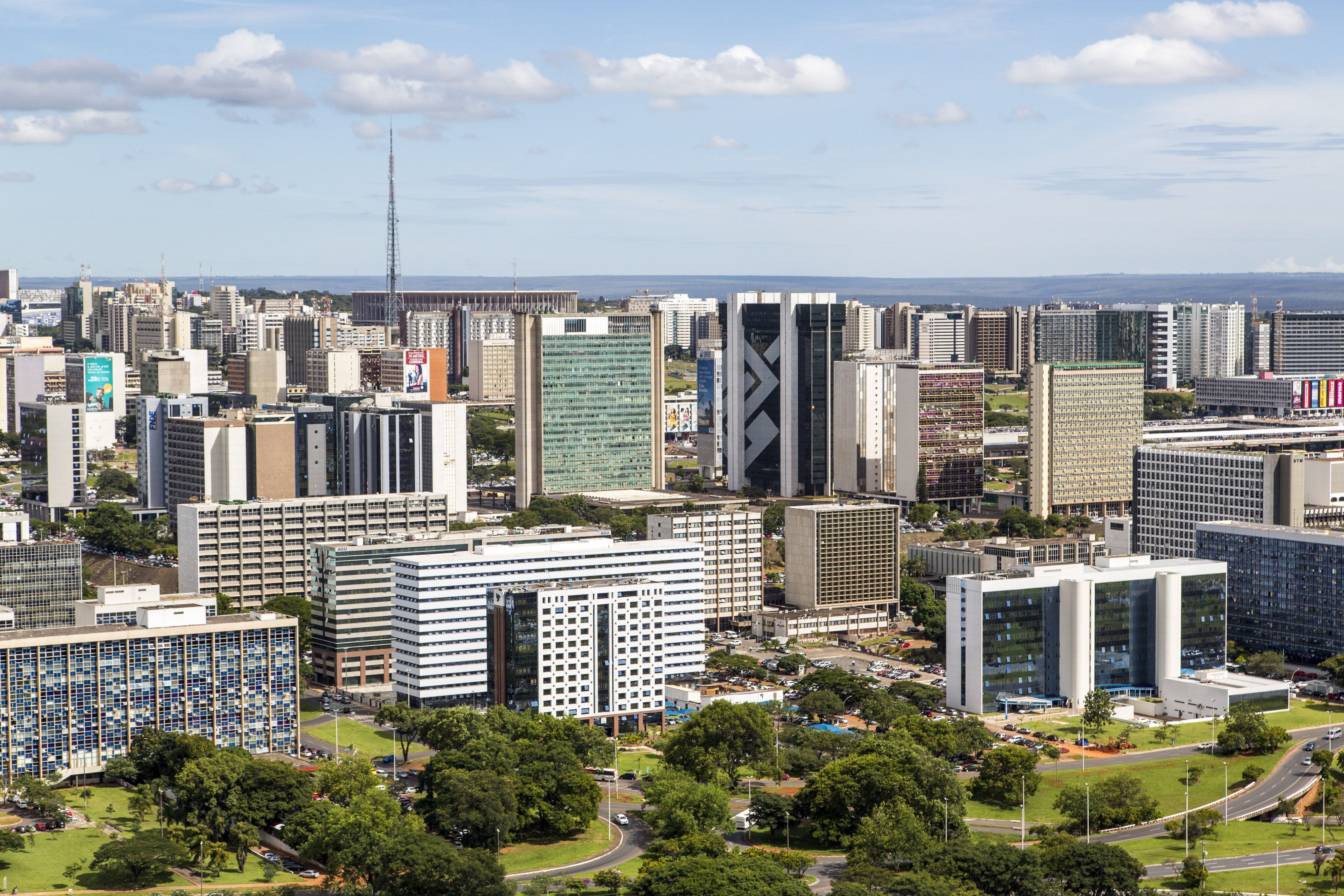
Setor Bancário Sul de Brasília.

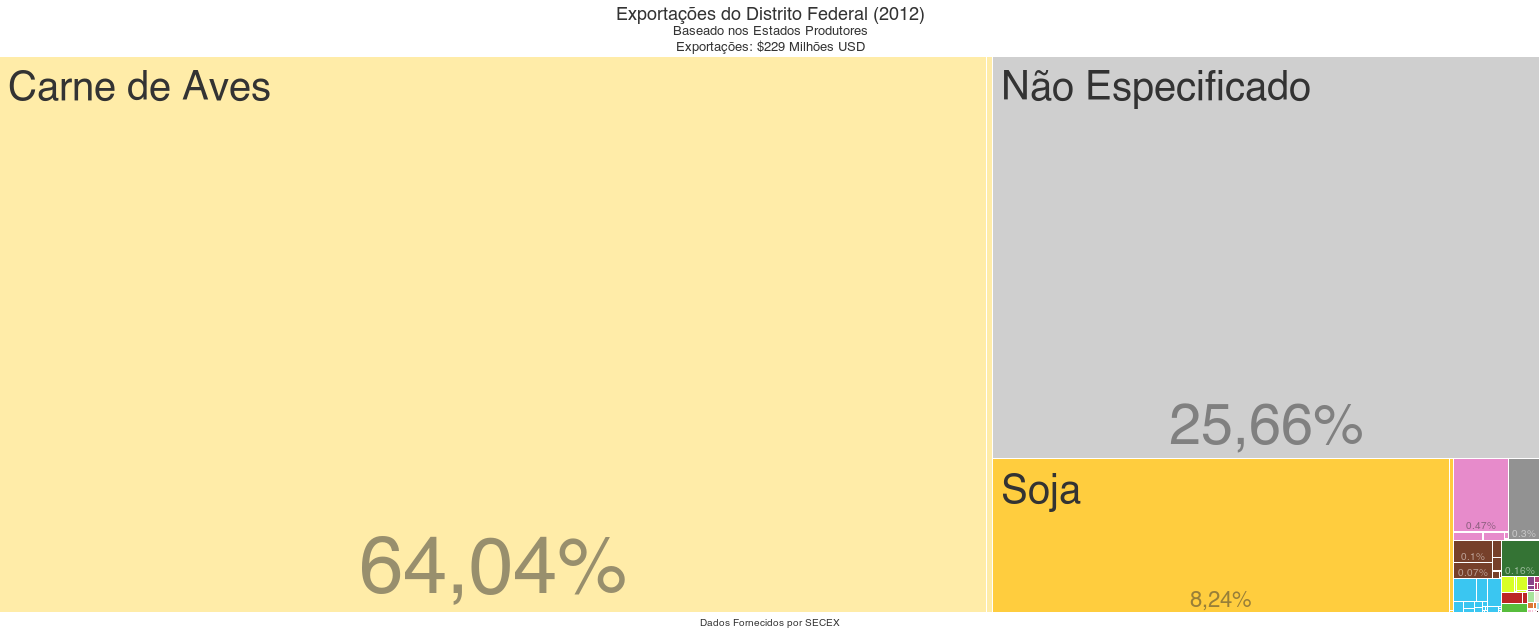
Principais exportações do Distrito Federal - (2012).

Além de abrigar o centro político, o Distrito Federal também é um importante centro econômico, sendo a sétima unidade federativa com o maior produto interno bruto (PIB) do Brasil (171,2 bilhões de reais - 2012) e o maior PIB per capita do país, 64 653 reais (2012).
A principal atividade econômica da capital federal resulta de sua função administrativa. Por isso seu planejamento industrial é estudado com muito cuidado pelo Governo do Distrito Federal. Por ser uma cidade tombada pelo IPHAN e que recebeu o Título de Patrimônio Cultural da Humanidade pela Unesco a ocupação do território do Distrito Federal tem características diferenciadas para preservação da cidade. Assim, o Governo do Distrito Federal tem optado em incentivar o desenvolvimento de indústrias não poluentes como a de software, cinema, vídeo, gemologia, entre outras, com ênfase na preservação ambiental e na manutenção do equilíbrio ecológico, preservando o patrimônio da cidade.
Brasília foi construída em terreno totalmente livre, portanto ainda existem muitos espaços nos quais se pode construir novos edifícios. À medida que a cidade recebe novos moradores, a demanda pelo setor terciário aumenta, motivo pelo qual Brasília tem uma grande quantidade de lojas, com destaque para o shopping Conjunto Nacional, localizado no centro da capital. A agricultura e a avicultura ocupam lugar de destaque na economia brasiliense. Um cinturão verde na Região Integrada de Desenvolvimento do Distrito Federal e Entorno abastece a cidade e já exporta alimentos para outros locais.
A economia do Distrito Federal também está baseada na pecuária (criação de bovinos, suínos, equinos, asininos, muares, bubalinos, coelhos, ovinos, aves e apicultura); agricultura permanente (plantação de abacate, banana, café, goiaba, laranja, limão, mamão, manga, maracujá, tangerina, urucum e uva) e temporária (cultivo de abacaxi, algodão, alho, amendoim, arroz, batata-doce, batata-inglesa, cana-de-açúcar, cebola, feijão, mandioca, melancia, milho, morango, soja, sorgo granífero, tomate e trigo); indústria alimentícia, pesqueira, extrativistas, de transformação, produção e distribuição elétrica e de gás, indústria de transporte e imobiliária; comércio e serviço. A pauta de exportação em 2012 foi baseada principalmente em Carne de Aves (64,04%) e Soja (8,24%).

## Infraestrutura

### Saúde

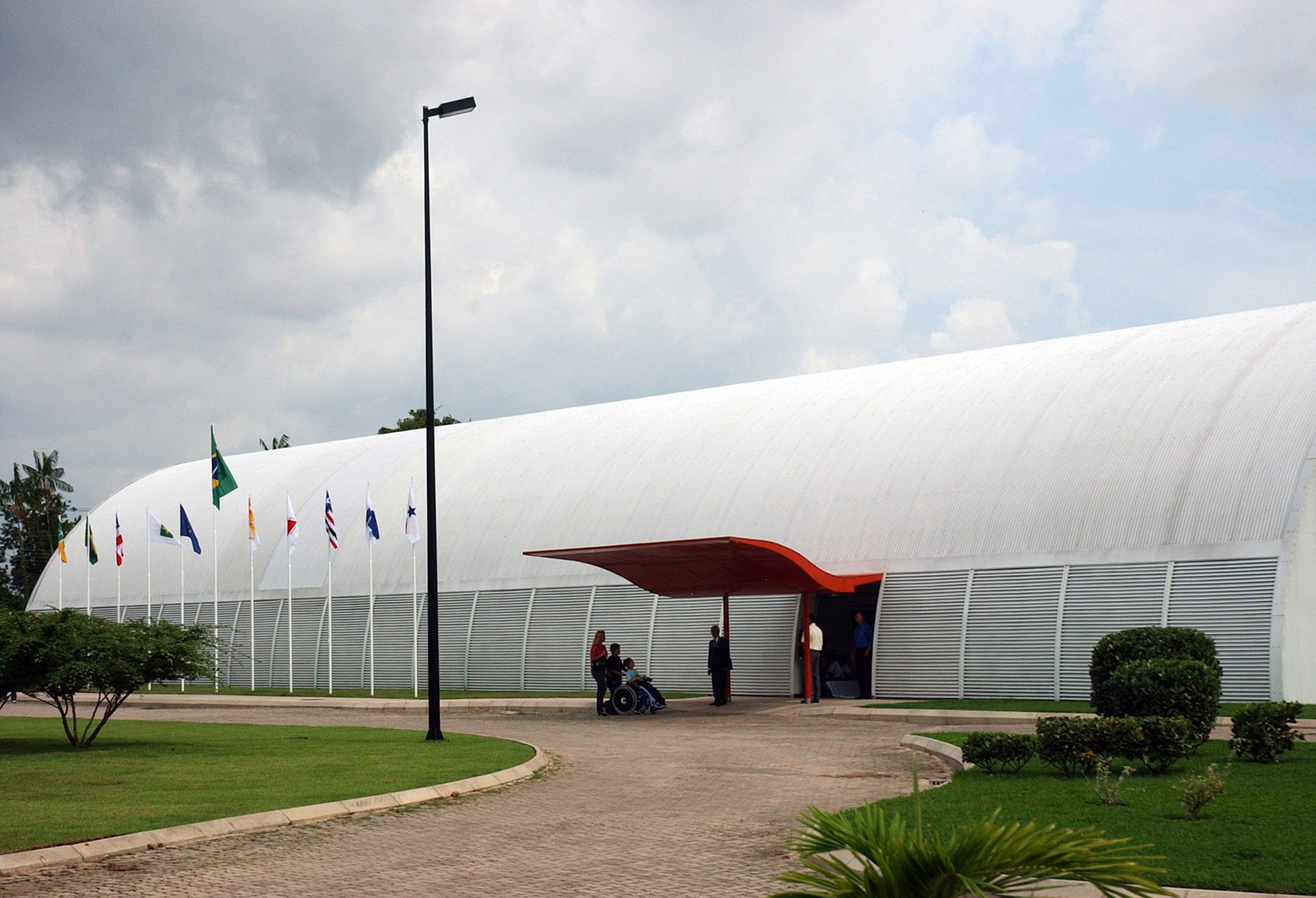
Hospital Sarah Kubitschek.

Segundo informações do Instituto Brasileiro de Geografia e Estatística, o Distrito Federal dispunha de um total de 1 756 estabelecimentos de saúde em 2009, sendo 148 públicos e 1 608 privados, os quais dispunham no seu conjunto de 5 294 leitos para internação, sendo que quase 3 700 são públicos. O Distrito Federal também conta com atendimento médico ambulatorial em especialidades básicas, atendimento odontológico com dentista e presta serviço ao Sistema Único de Saúde (SUS).
A região administrativa de Brasília possui diversos hospitais públicos, como o Hospital de Base do Distrito Federal (HBDF), o Hospital Regional da Asa Norte (HRAN), o Hospital Regional da Asa Sul (HRAS), da Secretaria de Saúde do Distrito Federal, além do Hospital Universitário de Brasília, da Universidade de Brasília (UnB). Algumas das demais regiões administrativas também possuem hospitais públicos da Secretaria de Saúde do Distrito Federal, em um total de 12. O Distrito Federal tem um dos maiores projetos de informatização do sistema de saúde no Brasil. A região administrativa de Brasília possui quatro setores hospitalares: Setor Hospitalar Local Norte (SHLN) - fim da Asa Norte; Setor Hospitalar Local Sul (SHLS) - fim da Asa Sul; Setor Médico Hospitalar Norte (SMHN) - Zona Central Norte, onde está o HRAN; Setor Médico Hospitalar Sul (SMHS) - Zona Central Sul, onde está o HBDF.
Quanto a doenças comuns, o Distrito Federal teve 3 147 ocorrências de dengue de janeiro a agosto de 2008, quase duas vezes mais que o registrado no mesmo período de 2007. O Distrito Federal tem uma das maiores taxas de ocorrência de câncer do Brasil. Em 2005, o Distrito Federal foi o recordista nacional de mortes de mulheres por câncer de mama, e os novos casos não diminuíram no ano seguinte. Também são numerosos os casos de câncer de pulmão, devido aos altos índices de tabagismo.

### Transportes

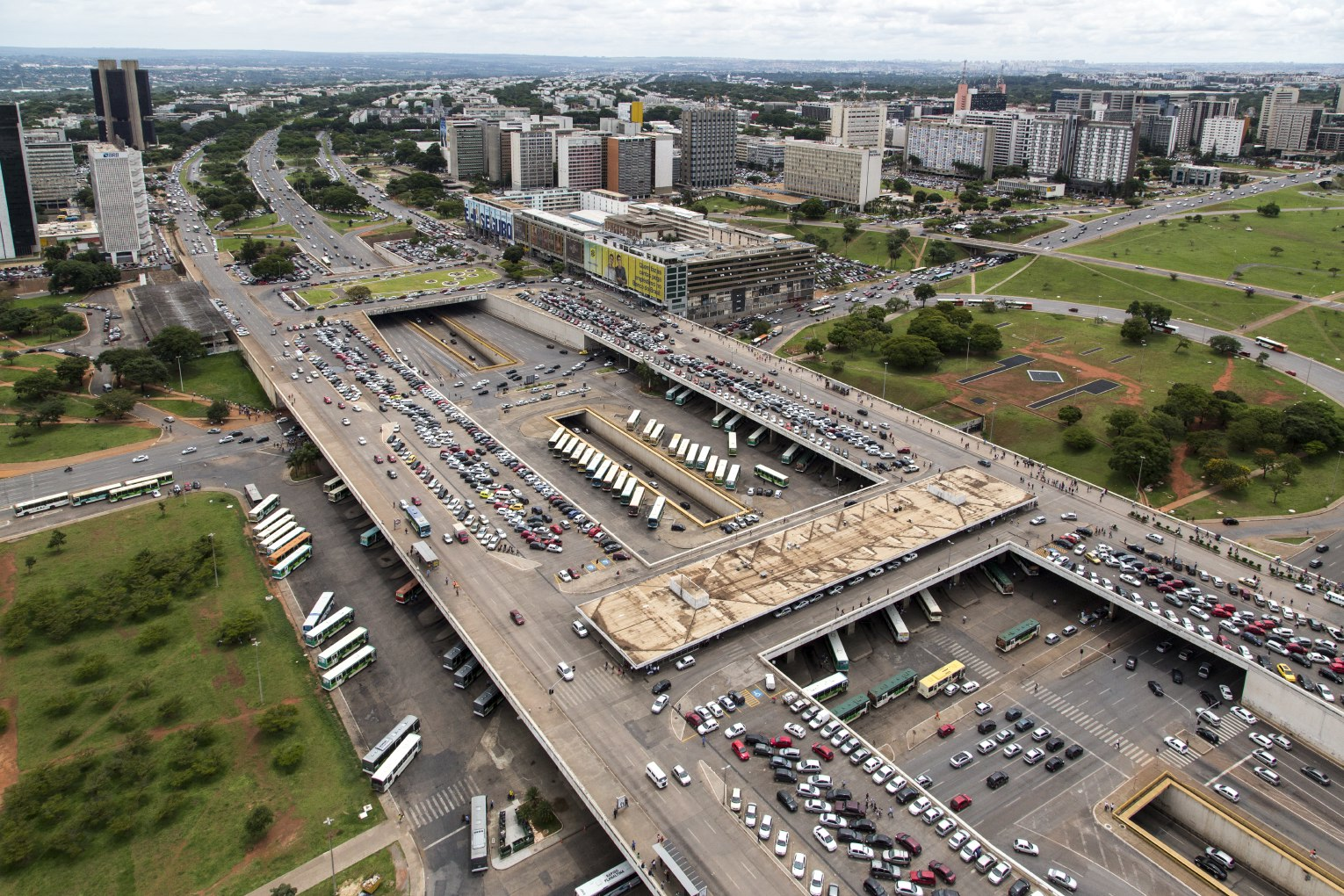
Rodoviária do Plano Piloto.

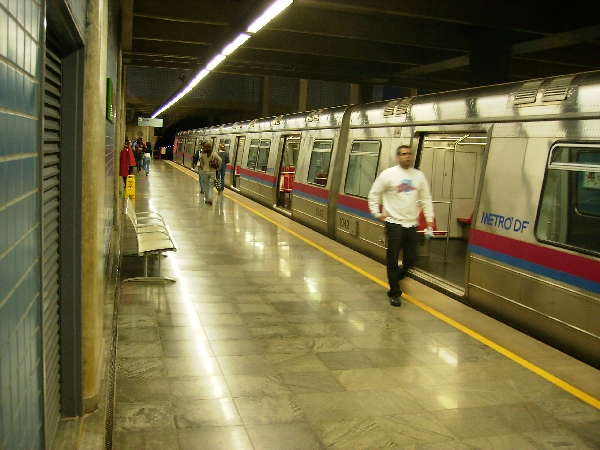
Estação Central do Metrô do Distrito Federal.

O Distrito Federal, por estar localizada no centro do Brasil, serve como ligação terrestre e aérea para o país. O Aeroporto Internacional Presidente Juscelino Kubitschek é um dos mais movimentados do Brasil por número de passageiros, recebendo quase 20 milhões de passageiros em 2015, tornando-o o segundo mais movimentado do país. Oito rodovias radiais fazem a ligação da capital federal com outras regiões do Brasil.
A atual conjuntura do sistema de transportes do Distrito Federal gera um quadro de pouca mobilidade urbana, com um serviço de ônibus notadamente caro e ineficiente, e uma infraestrutura que privilegia o automóvel particular. Isso gera uma tendência de aumento no número de carros a níveis para os quais a cidade não foi projetada. A cada mês, 5 mil veículos entram em circulação no Distrito Federal, existindo um veículo para 2,3 habitantes do Distrito Federal.
Em março de 2008 a frota do Distrito Federal chegou a 995 903 veículos, correspondente a uma taxa de motorização de 390 veículos por cada 1 000 habitantes, e esta taxa é ainda maior na área central de Brasília (Plano Piloto, Sudoeste, Lago Sul e Norte). Começaram a surgir inúmeros engarrafamentos na cidade e alguns lugares se tornam intransitáveis nas horas de pico (rush). Os ônibus transportam pouco mais de 14 milhões de passageiros por mês, mas a maior parte da frota já ultrapassou os sete anos limite impostos por lei.
Para tentar amenizar esse quadro, foi construído um metrô, mas devido à sua extensão limitada e ao próprio crescimento da cidade, ele não alterou significativamente o problema de trânsito na cidade e desde o início da sua construção em 1991, gera prejuízos da ordem de 60 milhões de reais anuais ao governo. Das 29 estações planejadas inicialmente, 27 estão em funcionamento, ligando o centro do Plano Piloto (rodoviária) ao Guará, Águas Claras, Taguatinga, Ceilândia e Samambaia. O Metrô do Distrito Federal transporta cerca de 150 mil usuários por dia. Em 1 de fevereiro de 2009, entrou em funcionamento a integração dos sistemas de micro-ônibus e metrô, com bilhetes eletrônicos. Ainda está em implementação o projeto Brasília Integrada, que contempla a criação de corredores especiais para ônibus e a integração destes com o metropolitano. Um novo terminal rodoviário interestadual foi inaugurado em julho de 2010, ao lado da Estação Shopping do metrô.

### Educação

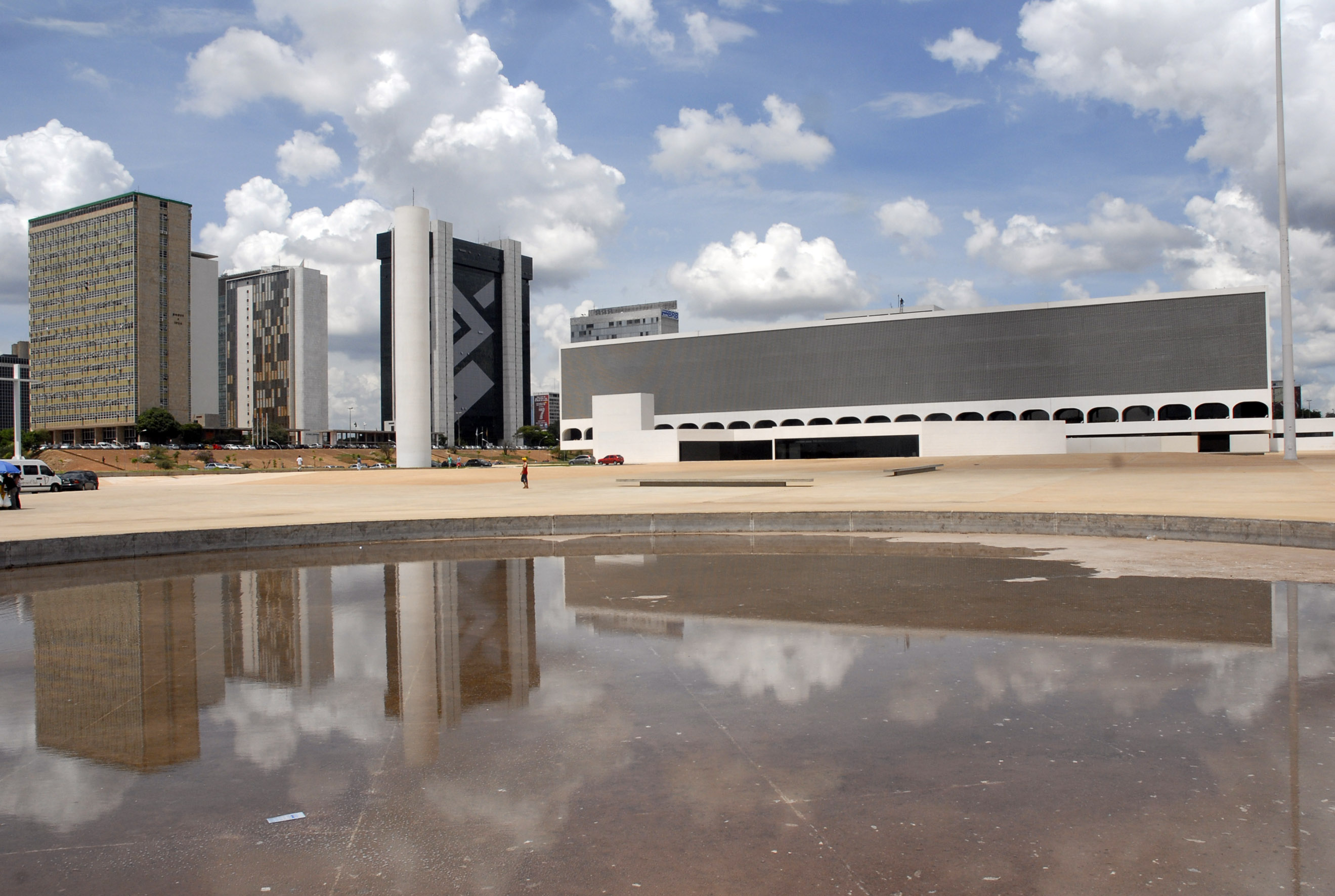
Biblioteca Nacional de Brasília.

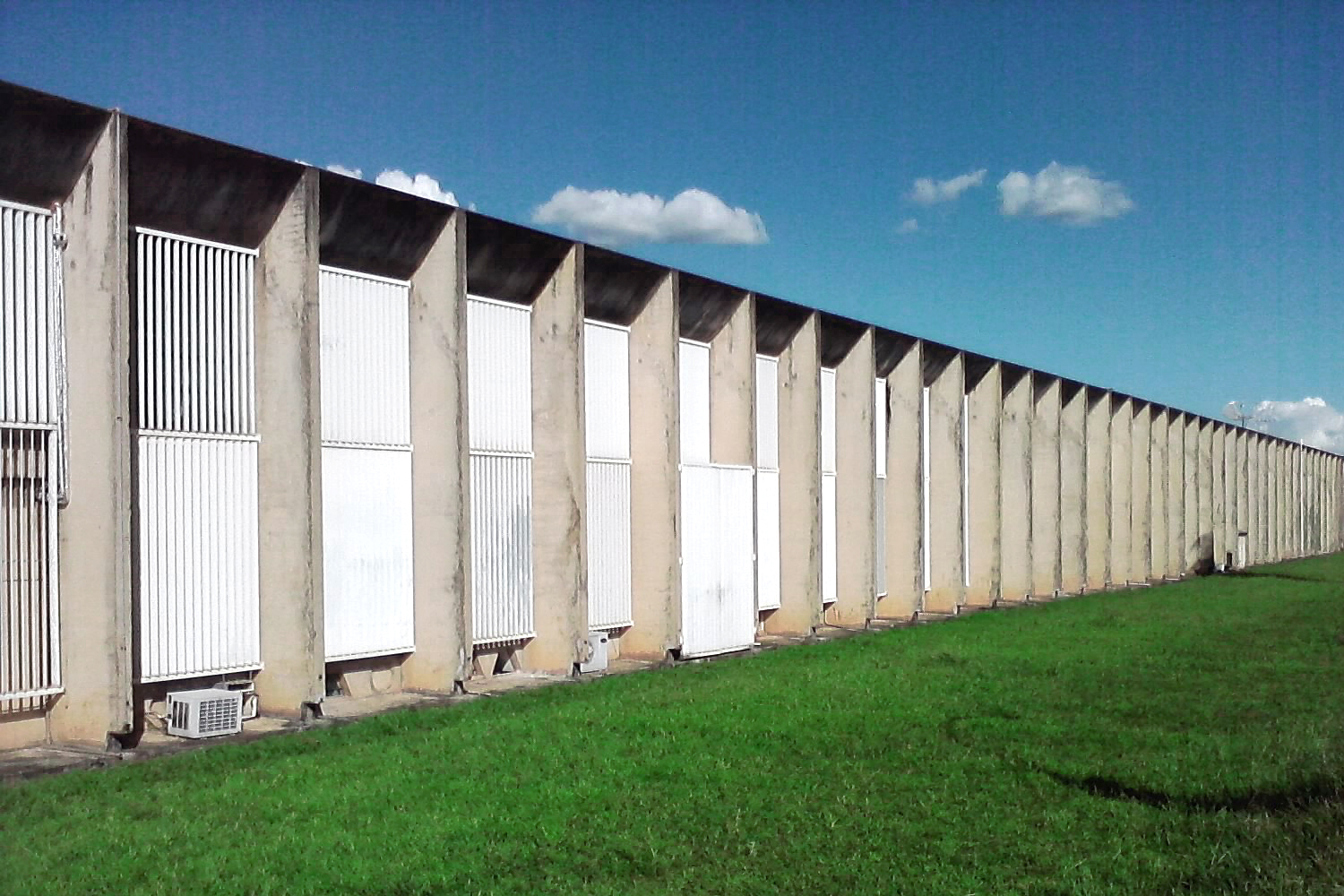
Instituto Central de Ciências da Universidade de Brasília.

O fator educação do Índice de Desenvolvimento Humano do Distrito Federal em 2020 atingiu a marca de 0,817 – o segundo maior do país, em conformidade aos padrões do Programa das Nações Unidas para o Desenvolvimento (PNUD). A taxa de alfabetização da população acima dos dez anos indicada pelo último censo demográfico foi de 96,7%, acima da média nacional (91%).
No ensino superior, destacam-se importantes universidades públicas e privadas, muitas delas consideradas centros de referência em determinadas áreas. Dentre as principais instituições de ensino superior da unidade federativa, estão a Universidade de Brasília (UnB), Universidade do Distrito Federal Jorge Amaury (UnDF), Instituto Federal de Brasília (IFB), Universidade Católica de Brasília (UCB), Centro Universitário de Brasília (UniCEUB), Centro Universitário do Distrito Federal (UDF), Instituto de Educação Superior de Brasília (IESB), Universidade Paulista (UNIP) e União Pioneira da Integração Social (UPIS).
No entanto, há uma concentração extrema de instituições de ensino superior no Plano Piloto. Em 2006, foi instalado um novo campus da Universidade de Brasília em Planaltina. Existem também campi da UnB nas regiões administrativas de Ceilândia e Gama. O número de bibliotecas não é proporcional ao tamanho da população na área central. As principais bibliotecas públicas do Distrito Federal se localizam no Plano Piloto, como a biblioteca da Universidade de Brasília, a Biblioteca da Câmara e do Senado, a Biblioteca Demonstrativa de Brasília e a Biblioteca Nacional Leonel de Moura Brizola, também conhecida como Biblioteca Nacional de Brasília, inaugurada em 2006.
Quanto ao Índice de Desenvolvimento da Educação Básica (IDEB) de 2003, a capital brasileira obteve notas de 5,9 na primeira fase do ensino fundamental, 4,4 na segunda fase do ensino fundamental e 4,0 no ensino médio. Na classificação geral do Exame Nacional do Ensino Médio (ENEM) de 2008, duas escolas particulares da unidade federativa figuraram entre as 50 melhores do ranking, sendo os colégios Olimpo e Sigma os respectivos sexto e quadragésimo nono colocados.

## Cultura
Em função da construção de Brasília e em busca de melhores condições de vida, muitas pessoas vieram de todas as regiões do país. Por conta disso, o Distrito Federal possui diferentes costumes, sotaques e culturas. O Distrito Federal não possui uma cultura de características próprias, porém dessa mistura, e com o passar do tempo surgiu sua identidade cultural. Muitas pessoas acreditam que particularmente Brasília possui atributos místicos. Os religiosos, por exemplo, acreditam que a capital federal é resultado de uma profecia, mostrada a Dom Bosco em 30 de agosto de 1883, através de um sonho, no qual ele relata que entre os paralelos 15° e 20° havia uma depressão bastante larga e comprida, partindo de um ponto onde se formava um lago. Então, repetidamente, uma voz assim falou que quando vierem escavar as minas ocultas, no meio destas montanhas, surgirá aqui a terra prometida, vertendo leite e mel.[carece de fontes?]
A segurança pública do Distrito Federal é a que possui maior efetivo e é mais moderna do país. No Distrito Federal, o metro quadrado de área residencial é um dos mais caros do país. E particularmente, em Brasília, por ser uma cidade planejada, possui um vasto patrimônio arquitetônico que compreende desde a própria estrutura da cidade até seus prédios públicos e monumentos. Brasília possui outros destaques, como a torre de TV com vista panorâmica, a Catedral, o Catetinho, as feiras de artesanato, o Jardim Botânico e o Autódromo Internacional Nelson Piquet.

### Culinária
A culinária do Distrito Federal é um resultado da junção de elementos culturais dos trabalhadores que vieram de todas as regiões do Brasil. Essa herança gastronômica é uma mistura de tradições e sabores diversificados. Embora tenha recebido influência de todo o país, ingredientes locais foram incorporados na alimentação dessas pessoas, por exemplo, frutos mais abundantes como o pequi, o baru, o araticum, a mangaba, a cagaita. Além de consumir in natura, em forma de sucos ou doces, também podem ser cozidos como no caso do pequi preparado com arroz, que deu origem a um prato bem típico da região. Os pescados também eram bem típicos, mais tarde sendo substituídos pela cultura da tilápia, devido a facilidade de obter o filé do peixe.

### Esportes

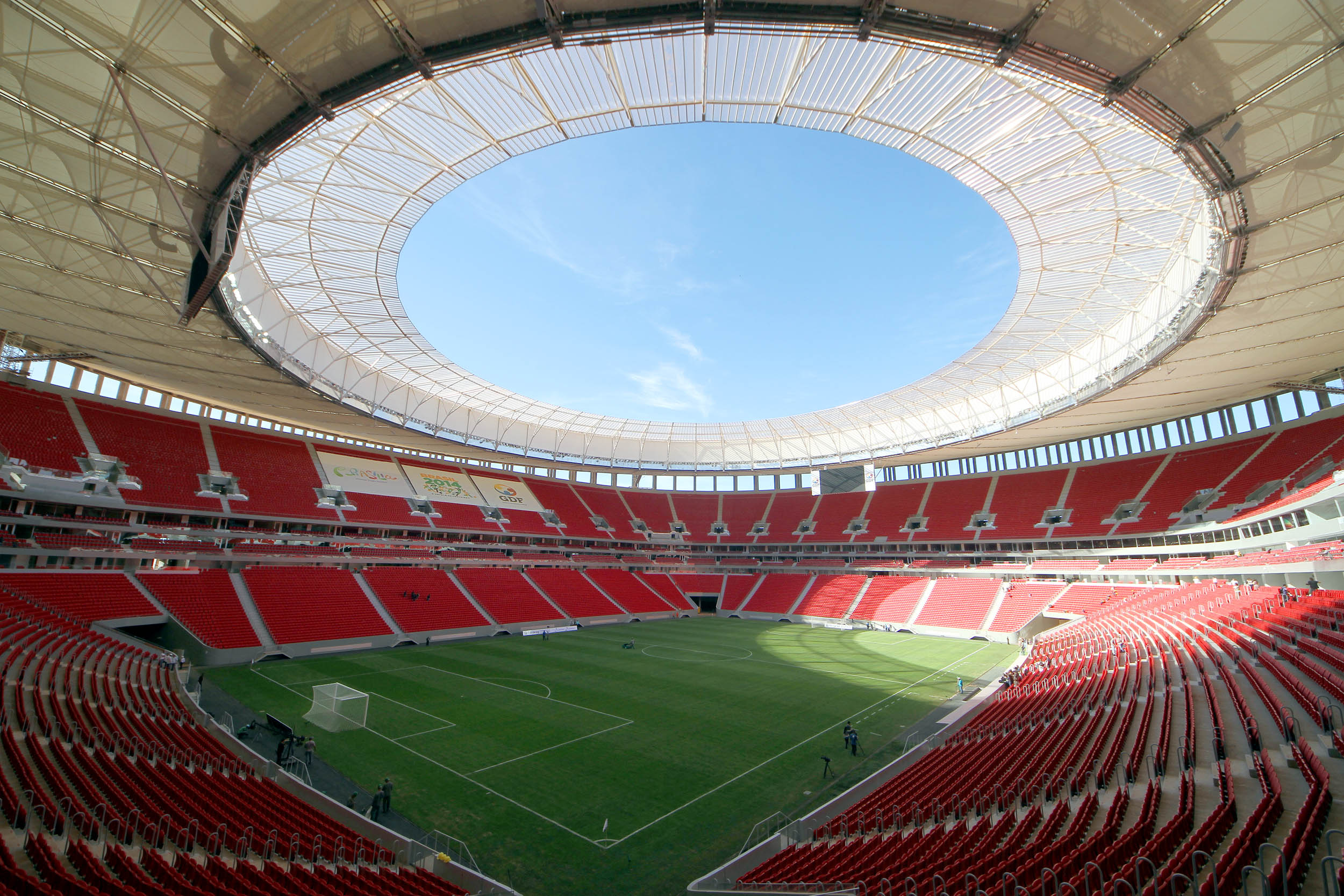
Estádio Nacional de Brasília Mané Garrincha, uma das sedes da Copa do Mundo FIFA de 2014.

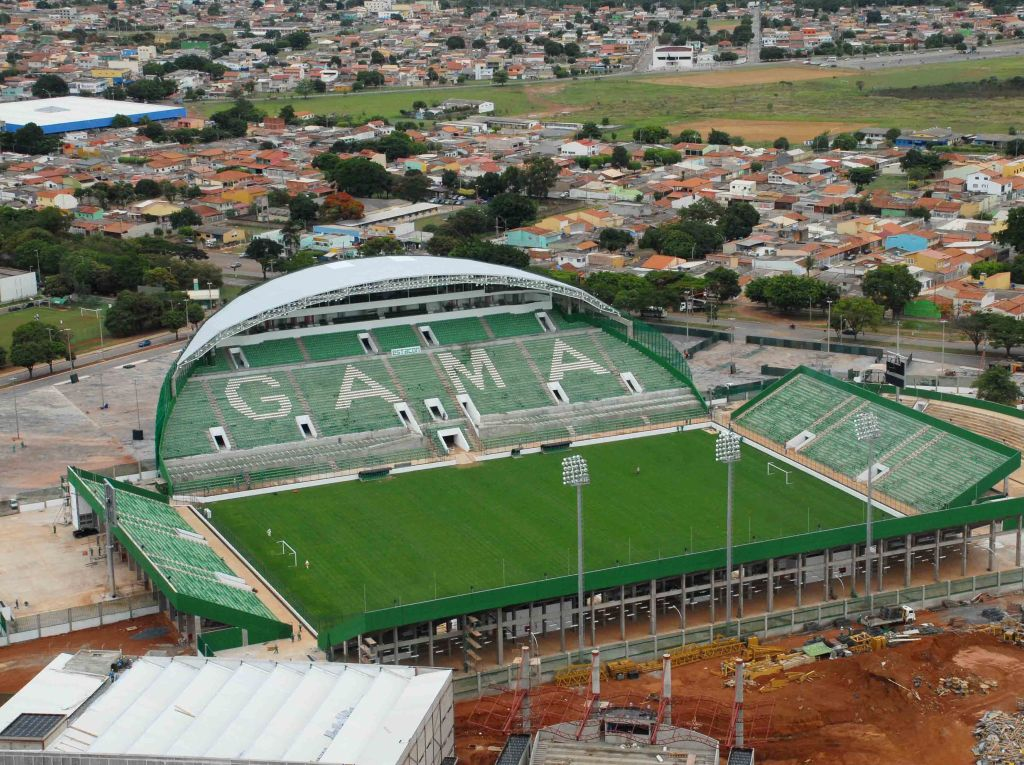
Estádio Walmir Campelo Bezerra em Gama, uma das sedes da Copa do Mundo FIFA Sub-17 de 2019.

O Distrito Federal é sede de dois clubes de futebol reconhecidos nacionalmente: o Brasiliense Futebol Clube (de Taguatinga) e a Sociedade Esportiva do Gama (ou simplesmente Gama), que chegaram a participar da primeira divisão do Campeonato Brasileiro de Futebol, sendo que o melhor resultado da história foi o vice-campeonato do Brasiliense na Copa do Brasil na edição de 2002. Os principais estádios de futebol são o Estádio Nacional de Brasília Mané Garrincha, o Estádio Elmo Serejo Farias (Serejão) e o Estádio Walmir Campelo Bezerra (Bezerrão), este que foi uma das sedes da Copa do Mundo FIFA Sub-17 de 2019, recebendo inclusive as partidas de abertura e a final da competição. O Estádio Edson Arantes do Nascimento (Pelezão) foi o primeiro e principal estádio da cidade à época de sua inauguração, mas foi abandonado e demolido em 2009.
Brasília foi uma das seis cidades-sede dos jogos da Copa das Confederações de 2013 e uma das doze da Copa do Mundo de 2014, cujos jogos ocorreram no Estádio Nacional de Brasília Mané Garrincha. Inicialmente, a FIFA vetou o nome "Mané Garrincha" para as partidas da Copa das Confederações e da Copa do Mundo da FIFA, mas uma forte pressão popular fez ela voltar atrás e reconhecê-lo como Estádio Nacional de Brasília Mané Garrincha. Além disso, Brasília também recebeu alguns jogos de futebol dos Jogos Olímpicos de Verão de 2016.  O estádio está localizado no Complexo Poliesportivo Ayrton Senna (antigo Setor Esportivo), que possui ainda o Ginásio de Esportes Nilson Nelson, que já recebeu partidas da seleções masculina e feminina de vôlei e do Campeonato Mundial de Futsal de 2008, o Autódromo Internacional de Brasília Nelson Piquet, entre outras estruturas. Localizado às margens do Eixo Monumental, no Setor de Recreação Pública Norte (SRPN), é um dos mais completos centros poliesportivos do Brasil. Brasília foi postulante a sede dos Jogos Olímpicos de Verão de 2000, mas teve sua candidatura retirada, e também se candidatou a Universíada de Verão de 2017, quando perdeu para Taipei.
A cidade iria sediar a Universíada de Verão de 2019 após a renúncia das duas outras candidatas Baku e Budapeste poucos dias antes da escolha da sede do evento. Em 23 de dezembro de 2014, o então futuro secretário da casa civil Hélio Doyle anunciou que o governador eleito Rodrigo Rollemberg foi forçado a desistir de sediar o evento devido ao calote de 23 milhões de euros que o governo anterior havia dado na Federação Internacional do Esporte Universitário e que o governo local não poderia assumir tal compromisso.
Por ser uma unidade federativa localizada majoritariamente em altitude superior a mil metros do nível do mar, O Distrito Federal tem revelado atletas de alto nível, corredores de fundo e meio fundo como: o campeão olímpico Joaquim Cruz e Hudson de Souza (800 e 1 500 mts rasos); Carmem de Oliveira e Lucélia Peres (5 000, 10 000 e maratona); Valdenor Pereira dos Santos (5 000 e 10 000 m); Marilson Gomes dos Santos (5 000, 10 000, meia-maratona e maratona). No tênis, o principal torneio é o Aberto de Brasília, disputado em oito quadras da Academia de Tênis Resort, às margens do Lago Paranoá. Com o fechamento da Academia, o torneio que faz parte do ATP Challenger Tour, circuito que acontece em cerca de 40 países, com 178 eventos atuais, foi transferido para o Iate Clube. O Distrito Federal foi também a sede do UniCEUB/BRB/Brasília, um dos maiores times do basquetebol nacional com quatro títulos brasileiros, três títulos da Liga Sul-Americana e um da Liga das Américas, mas inativo desde 2017 após a saída do seu principal patrocinador.